# Капитализм как религия
«Капитализм как религия» — неоконченная работа Вальтера Беньямина (1892—1940), написанная в 1921 году. Опубликована в 1985 году. Относится к ранним наброскам Беньямина по вопросам социальной и политической теории, религии, теории истории.
Во фрагменте Беньямин утверждает, что капитализм следует считать религией. Данный тезис опровергает известную идею Макса Вебера о протестантской трудовой этике как условии возникновения капитализма. Беньямин не даёт точных определений, однако выделяет основные черты капиталистической религии: её радикальность как чистого культа без догматики, перманентная длительность и нацеленность на наделение виной, а не на искупление. Полемизируя с Вебером, Беньямин характеризует отношение капитализма к христианству как «паразитическое».
Автор использует аллегории и метафоры, центральное место во фрагменте занимает образное понятие Schuld, в разных контекстах интерпретируемое как вина или долг. Капиталистический культ инициирует необратимое движение возрастания вины, обвиняет даже «самого Бога», что приводит к безысходности и отчаянию и в конечном счёте к разрушению мира. Беньямин критикует Фридриха Ницше, Карла Маркса и Зигмунда Фрейда за то, что их теории воспроизводят логику движения капитализма. Из текста неясно, предполагает ли автор возможность преодоления капитализма и выхода из тотальной системы вины.
«Капитализм как религия» впервые в творчестве Беньямина даёт теологическую интерпретацию капиталистического модерна, намечая будущие исследования его мифологического измерения в «Пассажах» и других поздних работах. Фрагмент привлёк внимание специалистов в начале XXI века в связи с повышением интереса к наследию Беньямина в общем историческом и политическом контексте постсекулярного времени. Идеи фрагмента о капитализме как религиозной формации развивает известный итальянский философ Джорджо Агамбен.

## Краткое содержание
Текст Беньямина начинается с утверждения, что капитализм следует считать религией, её цель — освобождение от «забот, мучений, беспокойств» (нем. Sorgen, Qualen, Unruhen), что заменяет ответы, которые ранее давали «так называемые религии» . Беньямин отказывается от доказательства своего тезиса, упоминая представление Макса Вебера о капитализме как о формации, обусловленной религией. Доказательство увело бы на «окольные пути всеобъемлющей полемики»; кроме того, мы пока не можем «затянуть сеть, внутри которой находимся сами». Беньямин добавляет, что настанет время, когда вопрос этот можно будет рассмотреть.
Автор выделяет три черты капитализма как религии. Во-первых, капитализм является «чистой религией культа», вероятно, наиболее радикальной из когда-либо существовавших. Любой элемент данного культа имеет смысл только в непосредственной связи с культом; утилитаризм получает религиозный оттенок. Культ не имеет собственной догматики или теологии. Во-вторых, капиталистический культ никогда не прерывается, продолжается перманентно, «sans rêve et sans merci», в капитализме исчезают как будни, так и праздники, что приводит к «крайнему напряжению радений». В-третьих, культ наделяет виной, поэтому, вероятно, это первый культ, нацеленный не на искупление, а на обвинение.
В этот момент, замечает Беньямин, начинается «обвальное и чудовищное» движение, в котором оказывается религиозная система капитализма — «безмерное сознание вины» стремится к культу не для её искупления, а для универсализации вины. Даже сам Бог оказывается виновным, искупления нет ни в самом культе, ни в его реформировании или в отказе от него. В стремлении дойти до конца, до обвинения Бога религиозное движение капитализма достигает «последнего мирового состояния отчаяния», которое воспринимается как надежда и от которого «ожидается исцеление». Историческая беспрецедентность капитализма заключается в том, что религия больше не преобразовывает бытие, а превращает его в руины. Бог потерял трансцендентность, но не умер, а «ввергнут в человеческий удел». Переход человеческой планеты по орбите абсолютного одиночества в дом отчаяния является этосом в смысле Ницше, сверхчеловеком, который сознательно служит религии капитализма. Беньямин добавляет четвертую черту капитализма: незрелый Бог капиталистической религии должен оставаться скрытым, только «в зените его виновности позволено обращаться к Нему».
Теории Фрейда, Ницше и Маркса, пишет Беньямин, относятся к господству жрецов культа, выражая капиталистическое религиозное мышление. В теории Фрейда «вытесненное и греховное представление» является капиталом, производящим выплату процентов «преисподней бессознательного». Философия Ницше превосходно выражает капитализм: сверхчеловек, разрушающий и пронзающий небеса в апокалиптическом «прыжке», воплощает не искупление, обращение, покаяние или очищение, а «предельное напряжение, взрывное, дискретное усиление»; Ницше сохраняет в этом усилении «мощи человеческого» религиозное вменение вины. Схожим образом Маркс пишет о социализме, который, не меняя направление движения, сменяет капитализм, получая от него проценты и проценты процентов от вины. В скобках Беньямин отмечает «демоническую двусмысленность» понятия Schuld (долг и вина).
Западный капитализм являлся паразитом христианства (а не только кальвинизма), поэтому в конечном счете история христианства суть история капитализма; христианство не было условием возникновения капитализма, а превратилось в него во времена Реформации. Беньямин конспективно сравнивает иконографию святых и денежные купюры и после списка библиографии пишет о «заботах» как болезнях духа капитализма. «Заботы» возникли от ужаса «духовной безысходности» и приняли социальный масштаб, они являются «указаниями» на социальные формы осознания вины. Автор ставит методологическую задачу изучить эволюцию отношения денег и мифа в истории, до учреждения деньгами своего мифа. В конце текста утверждается, что древнее язычество воспринимало религию как нечто практическое и непосредственное, а не моральное или высокое; в непонимании своей идеальной или трансцендентальной природы язычество сходно с капитализмом.

## Создание

### Характеристика рукописи
О причинах и целях написания фрагмента почти ничего не известно. Короткий фрагмент из записной книжки является рабочей записью, наброском, а не оконченной работой. Текст состоит из трёх рукописных листов небольшого формата, включает библиографию, замечания и комментарии. Автор ряда работ о Беньямине германист Уве Штайнер полагает, что текст состоял из трёх частей. Первая часть занимает два листа, не имеет заголовка, снабжена ссылками; за ней на лицевой стороне третьего листа следует конспективная вставка с титулом «Деньги и погода» (вторая часть, по мнению Штайнера), затем — отдельные заметки и рабочие указания, снабженные ключевыми словами, библиография и снова разрозненные замечания и пояснения. Первая часть написана связным текстом, последняя часть состоит из коротких тезисов, набросков будущего исследования. Название «Капитализм как религия» вписано над последней частью на обратной стороне третьего листа. Связь с начальными рассуждениями создаётся размышлениями о заботе, в конце Беньямин возвращается к исходному пункту о практической функции религии в язычестве.
Фрагмент удалось датировать благодаря наличию библиографического списка, включающего книгу Эриха Унгера (вышла в январе 1921 года), работы Вебера, Эрнста Трёльча, Жоржа Сореля, Густава Ландауэра и Адама Мюллера. Издатели Рольф Тидеманн и Герман Швеппенхойзер на основе анализа ссылок (в частности, факта цитирования книги Мюллера во второй части) заключили, что фрагмент был написан не ранее середины 1921 года; комментаторы Михаэль Леви и Иоахим фон Соостен считали более вероятным конец 1921 года.
Записи существенно отличаются от опубликованного варианта, в который издатели не включили вставку о погоде и деньгах, поместив её в примечания к «Улице с одностороннем движением» (том IV / 2). Эти заметки были связаны с планировавшейся Беньямином критикой фантастического романа Пауля Шеербарта «Lesabindio» (1913), о котором Беньямин писал в последние годы Первой мировой войны, а затем собирался вновь рассмотреть в широком контексте. Этот текст не сохранился. Заметки получили развитие в афоризме «Налоговая консультация» из «Улицы с односторонним движением» (1928).
Фрагмент относится к ранним размышлениям Беньямина о мифе, искусстве и религии, к домарксистскому периоду. Фрагмент вполне типичен для Беньямина и играет ключевую роль в развитии его интересов. Содержит одно из немногих высказываний Беньямина о Ницше и Фрейде. Как и в большинстве работ Беньямина, в тексте нет четкого разбиения на абзацы, нет четкой логики аргументации . Наряду с текстами того периода «К критике насилия» (1919) и «Теолого-политический фрагмент» (1921), «Капитализм как религия» представляет первый набросок теории истории и политической теории, показывает генезис мысли Беньямина. Штайнер полагает, что Беньямин планировал включить фрагмент, а также вторую критику романа Шеербарта и «К критике насилия», в масштабную работу о политике, которая должна была состоять из двух частей — «Подлинная политика» и «Подлинный политик».

### Проблема названия
Название фрагмента написано на обратной стороне последнего листа над заключительной частью после вставки заметок о деньгах и погоде. По предположению германиста Даниэля Вайднера, заголовок был добавлен позднее, после написания страницы — на «титульной» странице оставалось достаточно места для заголовка.
Некоторые комментаторы, в частности, известный исследователь творчества Беньямина бразильско-французский социолог Михаэль Леви, считают, что название взято из книги марксистского философа Эрнста Блоха «Томас Мюнцер, теолог революции» (1921). В этом случае, полагает немецкий философ и литературный критик Вернер Хамахер, фрагмент мог быть написан не ранее конца 1921 года. Между Блохом и Беньямином имело место тесное интеллектуальное общение, они познакомились в Швейцарии, где провели большую часть Первой мировой войны; Беньямин считал книгу о Мюнцере окончанием работы Блоха «Дух утопии» (1918), на которую написал рецензию (утеряна). В подтверждение того, что Беньямин читал книгу Блоха, Леви приводит цитату из письма Беньямина его другу Гершому Шолему от 27 ноября 1921 года:

Недавно [Блох] дал мне во время своего первого приезда сюда пробный экземпляр «Мюнцера», и я начал его читать. Оригинальный текст (нем.)Die vollständige Korrektur vom "Münzer" wurde mir neulich bei seinem ersten Besuch hier überreicht und ich habe zu lesen begonnen.
Другие считают вполне вероятным, что Блох заимствовал формулировку у Беньямина и затем использовал её в своей книге.
По мнению Вайднера, грамматически название ни является утверждением («Капитализм есть религия»), ни связывает две темы («Капитализм и религия»). Вайднер заключает, что название «Капитализм как религия» является перформативным — текст не раскрывает смысл названия, а начинается с указания: «Капитализм следует рассматривать как религию» (в английском переводе этот аспект смягчен — «можно»).

## Анализ

### Христианство и капитализм: Беньямин и Вебер
Текст явно вдохновлен книгой Макса Вебера «Протестантская этика и дух капитализма» (1904). Беньямин ссылается на Вебера в начале фрагмента, упоминая его мнение о капитализме как «религиозно обусловленной формации», а затем вновь возвращается к Веберу, к констатации, что реформаторское христианство не способствовало возникновению капитализма, а превратилось в капитализм. В общей сложности Беньямин дважды цитирует Вебера — в тексте и в библиографии, где упоминается его «Сборник очерков о социологии религии» (1920), наряду с работой немецкого философа культуры Эрнста Трёльча «Социальное учение христианских церквей и групп» (1912).
По мысли Вебера, протестантское аскетическое отношение к труду являлось условием возможности возникновения и развития западного капитализма. Вебер отмечал, что пуритане беспокоились об индивидуальности спасения, его нельзя было получить ни через общественные добрые дела, ни с помощью личной веры. Беспокойство облегчается при условии честного заработка и добросовестной бережливости в управлении земным благосостоянием, что приближает, но не гарантирует божью милость. Постепенно этика заслуженного материального благополучия становится мирской целью, а спасение отступает за горизонт. В конечном счете, по Веберу, эти практические и символические изменения порождают секулярный мир модерна, свободный и полностью имманентный. Веберовский тезис был направлен против основополагающей марксистской формулы, согласно которой социальное бытие определяет формы сознания. Позиция Вебера привела к одной из самых известных и продолжительных дискуссий в социальных науках.
Аргумент Беньямина, как правило, рассматривается как критическая инверсия или опровержение тезиса Вебера, высказывается и точка зрения, что возможность изменения в аргументации была заложена самим Вебером. Беньямин принимает представления Вебера о капитализме как динамической всепроникающей системе, которую невозможно остановить и от которой нельзя спастись. Если у Вебера капиталистическая машинерия будет работать, пока не «прогорит последний центнер горючего», то для Беньямина капитализм представляет теологическую конструкцию. Беньямин следует рамке, заданной Вебером, пишет Штайнер, однако

...переводит дискурс Вебера о непреодолимой силе капитализма обратно в религиозную плоскость, из которой капитализм возник в соответствии с собственным анализом Вебера.Оригинальный текст (нем.)...er Webers Rede von der unentrinnbaren Schicksalsmacht des Kapitalismus in den religiösen Klartext zurückübersetzt, dem er Webers eigener Analyse zufolge entstammt.
Зачастую утверждается, что Беньямин «преодолел» или «превзошёл» Вебера. Например, Хамахер отмечает, что для Вебера генезис предпринимательской ментальности был обусловлен содержанием некоторых религиозных представлений и потому представлял каузальное отношение. Генезис капитализма следует, хотя Вебер этого не говорит, логике рациональности самого капитализма, следовательно, методология Вебера является структурно капиталистической. Беньямин, напротив, определяет капитализм и протестантскую религиозность в одинаковых терминах, оба феномена обеспечивают ответ на «заботы, мучения, беспокойства». По характеристике Леви, аргумент Беньямина заменяет «аксиологически нейтральный» тезис Вебера «антикапиталистическим обвинительным заключением».
В то же время отмечается, что критика Вебера является стандартной процедурой в истории идей. Однако позиция Вебера, указывает Вайднер, была более сложной: он рассматривал отношения между протестантизмом и капитализмом не только как исторические, но и как структурные. Поэтому тезис Вебера является матрицей для любых обсуждений секуляризации, и преодолеть его не так просто. Вайднер предполагает, что Беньямин не намеревался преодолевать Вебера, поскольку любая критика остаётся в рамках веберовской парадигмы секуляризации. Анализируя семиотику текста, Вайднер заключает, что Беньямин скорее использует Вебера, тезис о протестантской этике рассматривается Беньямином как культурное клише, к которому мы обращаемся для получения первоначального миметического знания о мире из текстов (в данном случае, из тезиса Вебера). Фрагмент является паразитом, живущим за счёт дискурса социолога; в утверждении Беньямина паразитическая связь оказывается между тождеством и различием капитализма и христианства, между структурным и историческим подходами. С этой точки зрения имеет значение не истинность или ложность необычного и логически замкнутого утверждения о капитализме как религии или доказательство непрочной связи между ними, а аллегорическое движение между двумя взаимосвязанными полюсами мышления.
Беньямин уклоняется от «всеобъемлющей полемики» на «окольных путях», не доказывая свой тезис и используя «любопытный аргумент» — метафору сети, в которой «мы находимся». По мнению американского философа и литературоведа Сэмюэля Вебера, необычное словосочетание «всеобъемлющая полемика» (нем. Universalpolemik) отражает более известное выражение «всеобщая история» (нем. Universalgeschichte) и обозначает не кульминацию истории, а скорее перспективу бесконечной войны мира с самим собой, в смысле войны всех против всех Томаса Гоббса в глобальном масштабе. «Всеобъемлющая полемика», по всей вероятности, приведет к воспроизводству капиталистической системы. С. Вебер привлек внимание к тому факту, что Беньямин использует глагол stehen (с нем. — «стоять или находиться»), а не «быть пойманным» — мы не пойманы в сеть, но находимся в ней. Позиция любого критика, пишет немецкий философ Юдит Морман, неминуемо оказывается внутри капитализма как имманентной структуры, исключающей возможность внешней перспективы. С точки зрения Морман, Беньямин решает методологическую проблему критической дистанции (признавая, что невозможно выйти за пределы сети) с помощью фрагментарной формы текста, противостоящей имманентной и холистической природе капитализма.
Загадочное описание капитализма как религии, указывает немецкий социолог Кристоф Дойчман, на первый взгляд является проблематичным: его нельзя проверить через стандартное родовидовое определение. Для этого следовало бы сначала найти общее понятие религии, а затем уточнить, можно ли под него подвести феномен капитализма наряду с традиционными религиями. В социальных науках до сих пор нет общего определения религии, от попытки её определить отказался даже Вебер, лишь описавший религиозные практики. Дойчман ссылается на тезис известного социолога Никласа Лумана: религию невозможно зафиксировать в родовидовых категориях, поскольку она уже есть род всех родов и всегда остаётся загадкой или шифром; Бог находится вне области смысла и символики, не означает ничего конкретного, он и спрятан, и открыт для наблюдения одновременно. Поэтому, заключает Дойчман, критерий сравнения капитализма и религии нельзя найти на уровне абстрактной, надысторической концепции религии, совпадение возможно только в негативном смысле — как совпадение парадоксов, с которыми сталкиваются при попытках определения обоих феноменов.
Согласно одной из точек зрения, Беньямин использует понятие капитализма довольно расплывчато (что напоминает подход к определению буржуазного субъекта в «Диалектике просвещения» Теодора Адорно и Макса Хоркхаймера) и, в отличие от Вебера и Маркса, считает его скорее аисторической категорией, не сводя капитализм к экономической системе модерна. Американский германист Уильям Раш отмечает, что, согласно тексту, капитализм вовлечён в более широкое в исторической перспективе «обвальное и чудовищное движение» вины. Из тезиса Беньямина о паразитических отношениях между капитализмом и христианством следует, что вся западная история должна восприниматься как развитие этой связи. По выражению теолога И. фон Соостена, христианство оказывается в состоянии родства с капитализмом, становится его первородным грехом, а капитализм выступает как первородный грех христианства. Как пишет немецкий философ и теоретик медиа Норберт Больц, связь основывается на предпосылке, что теология является главной наукой об устройстве социальной реальности, а социальные феномены рассматриваются как религиозные архетипы, в сущности религиозные явления. В то же время, по мнению Штайнера, описание капитализма как религии поднимает для Беньямина вовсе не религиозные, а скорее политические вопросы. Он отказывается от обращения к религии или религиозным убеждениям как последним инстанциям, поскольку попытка прояснить отношения капитализма и религии привела бы к подтверждению сходства или общности двух явлений. Беньямин, напротив, стремится дистанцироваться от полемики и оставить вопрос открытым.
Критика капитализма рассматривается и как специфический метод, разработанный Беньямином на основе пересмотра идей йенских романтиков и направленный против инструментализации субъекта опыта объективными структурами (романтики выступали против инструментализации объекта, его коммодификации). Религия и капитализм рассматриваются, следовательно, с точки зрения их воздействия на социальные формы опыта, скорее в контексте социальной психологии, а не в социологических терминах. Беньяминовская атака на тезис Вебера о протестантизме трактуется и как критика ложных форм аскетизма (например, за скрытый консьюмеризм), но автора фрагмента, в отличие от Маркса, Дьердя Лукача или Адорно, не слишком интересуют социальные и экономические последствия капитализма (отчуждение и овеществление) для рабочего класса или этическая критика консьюмеризма в современном смысле. Капитализм можно понимать как универсальное условие, имманентную структуру, форму жизни, которая исключает существование автономных областей, не затронутых логикой капитализма. Капитализм становится мишенью для критики, поскольку устанавливает фундаментальную антикритическую асимметрию между субъектом опыта и объектом производства (марксов товарный фетишизм — социальное отношение, маскирующее себя как отношение между вещами), что Беньямин трактует как упадок или утрату опыта, что характерно для общества модерна. В этой перспективе капитализм понимается как воспроизводящая себя структура, которая уничтожает миметическое знание и порождает некритические и нерефлексивные формы мышления и действия.
В конце фрагмента капиталистический культ сравнивается с язычеством, что, по мнению Леви, несколько противоречит первому тезису о христианстве. Поэтому ряд комментаторов полагают, что капитализм означает возвращение язычества или неоязычество и, следовательно, противостоит моральной или даже религиозной позиции. Религия сохраняет определённое и определяющее значение и функцию, пока сохраняются человеческие страдания и заботы и, следовательно, существует потребность в системе ответов. Немецкий философ и экономист Биргер Приддат отмечает, что Беньямин считает капитализм ошибкой, неудавшейся религией, критикуя в первую очередь невыполнение заявленных с самого начала обещаний, обман ожиданий (общественное благосостояние у Адама Смита). Капитализм затягивает в мир мифа — мир без личности, свободы и ответственности, искупления и покаяния; превратившись из паразита христианства в его хозяина, капитализм заменил избавительный потенциал христианства мифом. В статье «Судьба и характер» (1919) Беньямин под влиянием своего учителя, главы Марбургской школы неокантианства Германа Когена, противопоставлял религию судьбе. Капитализм, следовательно, понимается как миф, а не как религия, хотя и надевает одежды религии, которая противостоит мифу, так же, как вера и искупление — судьбе. Поэтому критику Беньямина можно считать не столько секулярной, сколько нацеленной на капитализм как неоязыческую структуру, радикальную мистификацию, упраздняющую любую религию и любые формы религиозного опыта. Эта группа интерпретаций подвергается критике за сведение позиций Беньямина к религиозному дискурсу — борьбе между подлинной и ложной религией.
Другие исследователи полагают, что и христианство, и капитализм оцениваются Беньямином как языческие, «так называемые» религии. По мнению Хамахера, Беньямин, как и Коген, понимал под язычеством не столько античный политеизм, сколько доктрину первородного греха, распространённую на области веры, мышления и поведения. С этой точки зрения, единственной искупительной религией (вероятно, под влиянием Когена) Беньямин считал монотеистический иудаизм. Штайнер, напротив, утверждал, что Беньямин жёстко разграничивал религиозные формы сознания (включая капитализм) и политическое сознание, сфокусированное на профанной идее счастья. По мнению американского философа Натана Росса, интерпретация Штайнера не учитывает тот факт, что капитализм понимается Беньямином как крайне сомнительная религия. С точки зрения Раша, капитализм во фрагменте представляет религию в чистом виде (нем. Urform), Беньямин описывает удлинённую диалектику секуляризации, которая привела к коллапсу в первобытную имманентность (язычество) под властью новых капиталистических богов, причём в этой имманентности возвращается трансцендентность. Взвешенную оценку представляет Больц: позиция Беньямина находится на равном удалении как от секуляризации, так и от политической теократии, поскольку религия не влияет на содержание политики и права. Как отмечает Больц, для Вебера любое социальное положение тоже соотносится с перспективой вечности, однако духовная составляющая (призвание) исчезает из профессии; Беньямин же остаётся теологом в той степени, в какой сохраняет перспективу покаяния и катарсиса.
Формулировка Беньямина имеет связь с тезисом Блоха, который в книге о Томасе Мюнцере также рассматривал капитализм как религию. В заключении главы о Жане Кальвине Блох разоблачает доктрину женевского реформатора, которая, по словам Блоха, «полностью разрушает» христианство и вводит «элементы новой „религии“ капитализма, возведённого в ранг религии и ставшего церковью Сатаны». Согласно Блоху, современная капиталистическая экономика по вине Кальвина полностью освободилась от всех сомнений христианства. Кальвин ослабил противоречие между повседневной и будущей жизнью, тем самым «высвободив повседневность». Реформа Кальвина являлась не просто неправильным обращением с христианством, а отступничеством, даже новой религией. По мнению Леви, Беньямин не разделял позицию Блоха о протестантском предательстве подлинного духа христианства. Позиции Беньямина, отмечает Хамахер, были более радикальными: для него формула «капитализм как религия» определяла сущность не только капитализма, но и христианства.
Текст иногда относят к антикапиталистической традиции интерпретации Вебера. Если отношение Вебера к капитализму было амбивалентным, частью «аксиологически нейтральным», частью пессимистическим и смиренным, то «наследники» Вебера — Блох, Лукач, Эрих Фромм — «исказили» его идеи для яростной критики капитализма под влиянием социалистических или романтических воззрений. Беньямин вернулся к тезису Вебера много лет спустя, в XI тезисе «О понятии истории» (1940), в котором подверг критике веру в прогресс у социал-демократов, основанную на протестантской трудовой этике, хотя имя Вебера не упоминалось.

### Отсутствие догматики и перманентная длительность
В описании черт капитализма как религии Беньямин радикализирует идеи Вебера, хотя и не ссылается на социолога, и придаёт им новое, намного более критическое содержание — социальное, политическое, философское, — противостоящее веберовскому тезису о секуляризации. Три черты представляют капитализм как радикальное явление, даже как исключение. Капиталистический культ является крайне специфической и необычной религией.
Культ упраздняет любую догматику или теологию, любой смысл всегда находится в «непосредственном отношении» к культу. Связь между капитализмом и культом поэтому уникальна, её нельзя понимать количественным образом. «Непосредственность» (нем. unmittelbar) отличает культ от иных религий, создавая его определённую автономию. Беньямин пишет в этом контексте об утилитаризме, который приобретает религиозное содержание; согласно С. Веберу, данный процесс имплицитно предполагает количественную оценку и даже некоторое обожествление числа и количества (формула утилитаризма — «наибольшее счастье для наибольшего числа людей»). Культ обеспечивает непосредственность смыслов и ценностей в повседневной жизни, в его всеобщности и интенсивности синхронизированы средства и цели, действие и смысл, деньги и Бог, означающее и означаемое. Место догматики занимают действия, которые принимают форму культовых практик, ритуалов, не позволяющих выйти пределы установленной сети ценностей и смыслов. Как пишет Леви, с религиозным культом отождествляются утилитарные практики капитализма, включая инвестиции, спекуляции, финансовые операции, биржевую игру, покупку и продажу товара. По мнению Больца, капиталистический культ есть культ товара, ежедневный «праздник товарного фетишизма», в котором меновая стоимость претерпевает изменения и становится объектом религиозного экстаза; Больц считает, что этот подход лежит в основе понятия «фантасмагория», ключевого для дальнейших работ Беньямина.
Отсутствие догматики в капиталистическом культе можно понимать как язычество или как теологический пантеизм. Согласно немецкому теологу Вольфгангу Палаверу, формулировка Беньямина («без догматики») близка подходу немецкого экономиста Александра Рюстова, который, рассматривая пантеистические черты либерального капитализма, отождествлял единство Бога и природы (Deus sive natura) у Спинозы с невидимой рукой Адама Смита — саморегулирующимся силам рынка, благодаря которым частный эгоизм преобразуется в общее благо. Сходство с «изначальным» язычеством, упоминаемое Беньямином в конце фрагмента, акцентирует практическое, утилитарное отношение к религии, не достигшее состояния рефлексии или самонаблюдения. Поэтому культ у Беньямина, отмечает Раш, не является сектой в смысле Вебера — сообществом, разделяющим моральные или трансцендентальные идеалы. Неверующему запрещено вступать в секту, но он не может избежать культа.
Адепты культа, пишет Раш, могут быть верующими или неверующими, бедняками или безработными, сторонниками альтернативных точек зрения (как и сам Беньямин) или академическими марксистами, но все они имеют зарплаты, пенсии, автокредиты, ипотеки и т. д., то есть включены в капиталистический культ, из которого нет выхода вне зависимости от веры в его власть. Культ функционирует не репрессивным образом, пишет Морман, и не потому, что он эффективен. В этом аспекте Беньямин расходится с традиционными марксистскими подходами, скорее сближаясь с современной социологической концепцией Люка Болтански и Эв Кьяпелло. Авторы «Нового духа капитализма» (1999) дистанцировались от веберовской трудовой этики и отказались от объяснения капитализма в терминах подавления. Их подход выводил на первый план материальное и нематериальное вознаграждение, мотивационные стимулы и механизмы расширения участия. Однако, в отличие от Болтански и Кьяпелло, капиталистический культ Беньямина, по мнению Морман, связан с объективным механизмом, а не субъективной мотивацией. Капитализм не обладает мотивационными силами, поскольку не нуждается в них: участие не есть вопрос выбора, оно обязательно.
Культ упорядочивает все аспекты жизни, затрагивая пространство и время. Несмотря на отсутствие догматики, культ является единственным источником смысла, что позволяет ему быть мерой самого себя и, следовательно, противостоять преобразующему воздействию времени. Если традиционные культы ограничены определёнными местом и временем, то капиталистический культ никогда не останавливается, не прерывается, не даёт передышки. Культ обязателен для каждого индивида в любое время, требуя «крайнего напряжения радений». В результате упраздняется различие между будними и праздничными днями и учреждается гнетущая бесконечность праздника, из которой нет выхода — все дни посвящаются новому культу. Перманентность ритуалов стирает границы между профанным временем и временем отправления культа, между профанным и сакральным. По замечанию Хамахера, любая связь между сакральным и профанным сжимается в одну точку непосредственного соприсутствия, в результате образ настоящего становится недифференцированным. В трактовке Соостена капиталистический культ является спектаклем, зрелищем, но не в марксистском смысле «театра подозрения», а скорее как подлинная драма, которая разыгрывается в эпоху Беньямина, причём культ не может исчезнуть, пока драма полностью не сыграна.
«Перманентная длительность культа» напрямую следует из веберовского описания эволюции кальвинистской морали. Беньямин, по всей видимости, иронично переворачивает описанное Вебером пуританское отрицательное отношение к религиозным праздникам. Вебер признавал, что Реформация была направлена не на упразднение контроля над публичными и частными сферами, а на его усиление в форме внутренней, психологической самодисциплины (смелость и усердие). Стойкость пуритан Вебер считал подлинным героизмом, породившим ранний капитализм. Пуритане мечтали быть профессионалами, писал Вебер; к началу XX века, отмечает Раш, героизм превратился в обязательную рутину, а добровольное самопреодоление стало принудительным самообезволиванием. В беньяминовском культе эта тенденция логически завершается, его адепты — роботоподобные «профессионалы». Тезис Беньямина имеет явное сходство и с утверждениями Блоха в книге о Мюнцере. Для Блоха Бог в кальвинизме превратился в бухгалтерию, а чувство божественного редуцировалось до «парадоксального расслабления в мертвое воскресенье».
Для описания перманентной длительности культа Беньямин использует французское словосочетание «sans rêve et sans merci» (букв. «без сна и снисхождения»). Дословный перевод был опубликован в немецких и английских изданиях, однако в настоящее время большинство комментаторов полагают, что в тексте имеется опечатка и Беньямин имел в виду слово trêve (с фр. — «перемирие, передышка»). Фраза, таким образом, читается как «без передышки и снисхождения». С. Вебер предположил, что Беньямин использовал выражение из стихотворения Шарля Бодлера «Вечерние сумерки» из сборника «Цветы зла», переводом которого он занимался в 1921 году. Отсутствие передышки и прощения включает даже ночь в капиталистический рабочий день. В «Пассажах» (1930-е годы) Беньямин писал, что в Париже нет подлинных сумерек, так как электрическое освещение включается во время заката — даже естественная смена дня и ночи отменяется прогрессом техники (С. Вебер) . В то же время итальянский философ, теоретик культуры и переводчик Беньямина Карло Сальцани отметил, что увлечение Беньямина тематикой сна, его имманентной и глубокой связью с капитализмом возникло не ранее 1930-х годов. По другой гипотезе, выражение отсылает к десяти заповедям средневекового рыцарства, изложенным известным историком литературы XIX века Леоном Готье. Шестая заповедь предписывала сражаться с неверными «без отдыха и пощады».
Тезис о перманентности культа, по мнению С. Вебера, создаёт дилемму: бесконечная длительность культа противоречит тому, что он должен быть локализован, отправляться в конкретном месте и в конкретное время. Решение проблемы С. Вебер находит в обсуждении моды в «Пассажах», частью основанном на теории аллегории, разработанной в «Происхождении немецкой барочной драмы». В этой монографии Беньямин отмечал спациализацию времени уже в XVII веке, превращение времени из повествовательного медиума христианской сотериологии в медиум театральный. Изменение восприятия времени и истории поместило в центр аллегории смерть, что, в свою очередь, способствовало появлению в XIX веке товарного производства, потребления и моды, которые пытались управлять смертью и временем. Совмещая одинаковое и различное, ускорение и прерывание, скорость и силу, мода является арматурой, с помощью которой, полагает С. Вебер, капиталистический культ подчиняет пространство и время, превращая людей и вещи в элементы капиталистической сети.

### Schuld: «долг-как-вина»
В центре фрагмента и рассуждений Беньямина находится образное понятие Schuld, характеризующее третье свойство капитализма — «демоническую двусмысленность» — эквивалентность долга и вины; экономический долг всегда указывает на правовую, моральную или эмоциональную вину
. Как полагает Больц, тезис об универсализации вины в капитализме спорит с двумя концепциями — веберовским религиозно-социологическим обоснованием универсальности западной рациональности и фрейдовским психолого-религиозным основанием чувства вины. По мнению Штайнера, понятие вины имеет ту же функцию, что и рациональность у Вебера, проясняет структурное сходство между экономической и религиозной деятельностью через призму практической и магической рациональности, которая предшествует характерному для эпохи модерна отождествлению религии и иррациональности.
В западной теологии проблема виновности, с одной стороны, отсылает к первородному греху; с другой стороны, Schuld предполагает, в отличие от греха, возможность прощения как вины, так и долгов. Амбивалентный подход к экономике и морали, указывает Вайднер, не является изобретением Беньямина, а довольно типичен для немецких исследований культуры начала XX века. В этом смысле Schuld является оборотной стороной Wert (ценность) — ключевого понятия для таких мыслителей, как Генрих Риккерт, Георг Зиммель, Макс Вебер и др. Эти авторы полагали, что понятие культурных ценностей сформирует новую область исследований за рамками естественных и гуманитарных наук. В их понимании понятие ценности сближалось с культурными или даже вечными ценностями, скорее религиозными, чем экономическими, хотя последний оттенок подразумевался. Леви находит схожие с беньяминовскими рассуждения у Вебера в его описании задолженности пуритан перед Богом, тяжкого и неумолимо возрастающего бремени ответственности за доверенное им имущество. Комментаторы отмечают и влияние на Беньямина Германа Когена, который в «Этике чистой воли» (1904) рассматривал вину и судьбу как элементы мифа, из которого возникают поэзия и религия.
Главным источником «демонической двусмысленности» Schuld для Беньямина является Ницше. В «К генеалогии морали» Ницше заметил, что «основное моральное понятие „вина“ (Schuld) произошло от материального понятия „долги“ (Schulden)». Беньямин скорее всего читал «К генеалогии морали», хотя это точно неизвестно; косвенным доказательством, согласно Хамахеру, служит наличие в списке прочитанных Беньямином книг «По ту сторону добра и зла». По Ницше, Schuld возникает из основания западной этики — древнего «договорного отношения между заимодавцем и должником», которое восходит к «основополагающим формам купли, продажи, обмена и торговли». Вина, таким образом, является обязательством, долгом, гарантией, которая должна быть физически уплачена или обеспечена чем-то реальным. Важно, что, по Ницше, нельзя полностью освободиться от этой задолженности. Постепенно долг становится моральной и правовой виной и в конечном счете ведёт к наказанию. Тем не менее, радикализация долга сохраняет возможность искупления через добропорядочное поведение, наказание или веру. Кроме того, всеобъемлющая и возрастающая вина выходит за пределы социальных отношений, возникает чувство задолженности перед Создателем, напрямую связываемое Ницше с божественной природой и величием Бога:

Восхождение христианского Бога, как максимального Бога, достигшего пика градации, повлекло за собою и максимум чувства вины на земле.
Беньямин принимает модель Ницше о самопорождении, самоконституировании вины в религиозном сознании и использует её для понимания капитализма как религии, прежде всего в рассмотрении роли долга в капитализме. Внося коррективы в рассуждение Ницше, Беньямин менее радикально использует Schuld, оставляя амбивалентность, не сводя вину к долгу и не устанавливая причинно-следственные связи между двумя понятиями — у Беньямина термин колеблется между двумя значениями. Вайднер сближает его с двойным знаком в семиотике франко-американского структуралиста Мишеля Риффатера. Двойной знак связывает два семиотических кода — капитализм как религия и капитализм, который не является религией (противоречие). Следовательно, заключает Вайднер, капитализм как религия вовсе не есть религия, а лишь демоническое проявление. Как указывает Хамахер, для Беньямина двусмысленность как нечто нерешённое и недифференцированное упраздняет свободу (и освобождение) как возможность решения и подчиняет человека экономическим силам происхождения и преемственности.
«Демоническое», отмечает Вайднер, является ключевым предикатом творчества Беньямина. В ранних текстах и дискуссиях с Шолемом Беньямин относил к «демоническому» неправомерное смешение различных областей, связывая Schuld с понятием Schicksal (судьба). Schuld формулировалось не как экономическое или религиозное понятие, а как мифическое («К критике насилия» и «Судьба и характер»), близкое к демоническому, отличное от религиозного, не подлинно религиозное («Судьба и характер»). В «Судьбе и характере» Беньямин разграничил понятие судьбы, возникшее из языческого мифа, связанное с порядком права и поддерживаемое «несчастьем и виной», и понятие характера, относимое к комедии и театру. В качестве сингулярных явлений комедия и театр противопоставлялись обобщающим вердиктам закона, вины и судьбы.
Беньямин замечает в «Судьбе и характере», что порядок права есть не более чем «пережиток демонической стадии в существовании человека», который вместо разрыва с древним порядком судьбы сохраняет и воспроизводит его, поэтому «право приговаривает человека не к наказанию, а к вине. Судьба для живущего неразрывно связана [Schuldzusammenhang] с виной». Во фрагменте фраза «капитализм и право. Языческий характер права» сопровождается ссылкой на «Рассуждения о насилии» Сореля. Раш полагает, что в основе понимания вины во фрагменте лежит обсуждение мифического и божественного насилия в «К критике насилия». Мифическое насилие (закон) производит вину и воспроизводит структуру власти и насилия, причём в нём не разделены правоустанавливающие и правоподдерживающие функции (легитимность и легальность в терминах Карла Шмитта). Божественное насилие, которое трудно определить в позитивных терминах, освобождает от вины, являясь чистым разрушением. По мнению Раша, понятие божественного насилия имплицитно присутствует во фрагменте.
Судьба и вина тесно связаны с понятием «голая жизнь» (нем. das bloße Leben), важным для ранних работ Беньямина. В статье «К критике насилия» Беньямин писал, что, согласно древнему мифологическому мышлению, «голая жизнь… является носителем вины». Как указывает С. Вебер, человек становится субъектом судьбы и, следовательно, вины, только если он сводится порядком права к естественному измерению, к биологическому существованию — голой жизни (чистой имманентности). Парадоксальным образом такой редукционизм невозможен без рассмотрения жизни как автономной, что позволяет вписать человека в сеть вины (нем. Schuldzusammenhang). Задолженность перед другими интериоризируется и становится имманентным внутренним свойством, а не чертой, принадлежащей субъекту моральной виновностью (к примеру, первородный грех понимается как внутренняя причина смерти). В качестве вины Schuld определяет голую жизнь через действия и намерения, устраняя тем самым гетерогенность человеческого бытия и присваивая его. Судьба, заключает С. Вебер, есть присвоение посредством сети вины. Капитализм, следовательно, есть система вменения вины (как и «так называемые» религии — язычество или христианство), которая приговаривает к вине и наказанию, чтобы нажиться на долге и одновременно увеличить его.
В отсутствие догматики в капиталистическом культе, отмечает Раш, единство общества обеспечивается тотальной и вездесущей системой вины и долга. Долг не следует из свободного и подчинённого морали действия, а вписан в объективную структуру вины. По мнению Росса, долг для Беньямина является основополагающим принципом капиталистической экономической системы, обратной стороной прибыли; с помощью долга капитализм воспроизводится и расширяется, капитал захватывает не только средства производства, но и труд, мышление, планирование, досуг и т. д. Если христианский Бог в качестве кредитора обладал индивидуальными чертами — любовью, пониманием или прощением, то в капиталистическом культе нет ни кредитора, ни должника, а есть только долг как абсолютный горизонт любого действия и мышления. Как отмечает Росс, в качестве основополагающего принципа капитализма Schuld имеет связь с Францем Кафкой, одной из важнейших фигур для литературной критики Беньямина. Вопреки теологическим интерпретациям первого поколения кафковедов, Беньямин вывел на первый план в творчестве Кафки опыт вины. В романе «Процесс» виновность Йозефа К. не обусловлена теологической верой, а происходит из повседневных ситуаций; возникает, в конечном счете, из желания понять непостижимый принцип организации социального мира.
Schuld является и моральной, и исторической категорией, образующей специфическую констелляцию; в эпоху капитализма вина достигает апогея. Согласно Хамахеру, историческое время вины (область мифа и закона) противостоит этической сфере свободы и свободного действия. Господство категории вины исключает опыт времени и истории, поскольку все времена связаны и синхронизированы через схемы каузальности и вины. В трактовке Хамахера фрагмент представляет критику истории как вины, главным объектом критики выступают христианство как религия экономики вины и капитализм как детерминистская система религии долга. Следуя Хамахеру, австралийский философ Эндрю Бенджамин противопоставил два модуса исторического времени — религию, которая, как и капитализм, создаёт позиции субъектов и подчиняет себе пространство опыта и теологию, относящуюся к мессианскому прерыванию истории («этическое время», по выражению Хамахера, также отождествляемое с политическим временем). Религия, судьба и вина представляют темпоральную логику бесконечного повторения одинакового, эта логика воспроизводится и в перманентной длительности капиталистического культа. Хамахер приводит заметку Беньямина конца 1910-х годов:

Вина есть высшая категория всемирной истории, она гарантирует однонаправленность того, что случается.Оригинальный текст (нем.)Die höchste Kategorie der Weltgeschichte, um die Einsinnigkeit des Geschehens zu verbürgen ist die Schuld.
Категория вины, по мнению Хамахера, во-первых, является генеалогической категорией, поскольку связана с «происхождением» (в древнегреческом смысле αιτια) — то, что происходит, следует из предыдущего и раскрывает что-то, заложенное в нём. Во-вторых, вина не действует как механическая причинность, историческая тотальность вины выходит за рамки причинно-следственных отношений в область морали, которая, как и свобода, находится вне причинного детерминизма (такой подход близок неокантианству Германа Когена в работе «Этика чистой воли»). В-третьих, этиология времени и истории предполагает, по Хамахеру, специфическую причинность: вина является отношением нехватки и отсутствия и, определяя содержание истории, всегда порождает недостаток, неудачу, дефицит. Тотальность Schuld означает, по мнению Соостена, что невозможно какое-либо иное обременение, относимое к будущему (прогресс) или прошлому (детство как состояние невинности — метафора рая). Schuld охватывает все времена, её невозможно погасить (погашение долга), оплатить (покупка) или осуществить предоплату (обмен, кредит, инвестиции).
Вина для Беньямина, полагает Приддат, связана с проблемой обессиливания человека, вызванного дегуманизацией или отчуждением (в терминах Маркса), которое переводится в теологический регистр, умаления человека при капитализме. Оборотной стороной обессиливания является экспансионизм капитализма — «усиление человека», выражающее гордыню (гибрис). Как пишет Приддат, Беньямин обращается к модели первородного греха, но использует её не в смысле теологической антропологии, а в исторической перспективе; Schuld относится к капитализму как конкретной исторической формации. Если изгнание из рая заставило человека трудиться, преобразовывать природу, то во втором грехопадении тотальная вина больше не является грехом, нарушающим божьи заповеди, а относится к социальным различиям в буржуазном обществе. Возникновение капитализма связывается с социальными и технологическими изменениями, общество впервые отделяется от экономики, которая теперь подчиняется принципу производительности в условиях рыночной конкуренции и общественного разделения труда. Бремя труда сохраняется, но его целью становится повышение производительности, в результате упраздняется сотрудничество и растет отчуждение; иными словами, заключает Приддат, происходит второе грехопадение, в котором тотальная вина разрушает творение.

### Виновный Бог
Всеобъемлющая и всевозрастающая вина подчиняет себе даже Бога. «Чудовищное» (нем. ungeheueren) движение капитализма, указывает С. Вебер, не просто создаёт «безмерное осознание вины», но и подвешивает в пустоте сеть, место в котором мы стоим. В результате мы оказываемся в коллапсе (нем. Sturz) или погружении, то есть в чудовищном падении в бездну, в которое вовлечены не только мы, но и вся вселенная, включая Создателя, ставшего частью мироздания. Поэтому мироздание больше не является Его творением или образом, а стало безальтернативным процессом разрастания вины и отчаяния. Как пишет Хамахер, падение Бога глубже, чем грехопадение Адама, сохранявшего связь с Богом, поскольку Бог отпал от самого Себя в отступничество, разобщенность, одиночество и отчаяние, которые исключают возможность невиновности. Включение (нем. einbezogen) Бога в человеческий удел означает, что божественное отныне охвачено сетью вины, властвующей над голой жизнью. С. Вебер отмечает, ссылаясь на записи Беньямина (1918), что наказанием для виновной голой жизни оказывается смерть. В заметках Беньямин лаконично писал:

Сколько языческих религий, столько понятий естественной вины. Жизнь так или иначе всегда виновна, её наказание — смерть.
Одна из форм естественной вины — сексуальность как удовольствие и производство жизни.

Другая — деньги как простая возможность [bloße Möglichkeit] существовать.Оригинальный текст (нем.)Soviel heidnische Religionen, soviel natürliche Schuldbegriffe. Schuldig ist stets irgendwie das Leben, die Strafe an ihm der Tod. Eine Form der natürlichen Schuld die der Sexualität, an Genuß und an der Erzeugung des Lebens Eine andere die des Geldes, an der bloßen Möglichkeit zu existieren.
Капиталистический культ, пишет С. Вебер, избегает смерти, в отличие от Бога, который, как и голая жизнь, наказывается смертью. Во фрагменте не раскрываются механизмы бессмертия капитализма — обмен и присвоение, эта тема была исследована позднее, в «Пассажах»; однако, согласно С. Веберу, Беньямин уже настаивает, что для воспроизводства системы капиталистического культа требуется определённый образ человека, обожествлённый в той степени, в какой очеловечен образ Бога. Потерявший трансцендентность Бог описывается во фрагменте в терминах несовершенства — зрелости и незрелости. Так как капиталистический культ нацелен на бесконечное самовоспроизводство и преодоление как собственного конца, так и голой жизни, то несовершенный Бог, следовательно, должен оставаться «сокрытым» (четвёртая черта капитализма), хотя и доступным. К нему можно обращаться лишь в «зените виновности» — кульминации вины или задолженности голой жизни перед смертью (С. Вебер).
Четвёртая черта капитализма, по мнению Хамахера, есть «тайна» вины Бога, виновного в своём небытии, в том, что Его нет. Бог — это название для отсрочки, задержки, неудачи человеческих устремлений; своеобразный посредник, полагает Приддат. Отношения между людьми не могут мгновенно стать непосредственными (как предполагается, например, в революции), человек является слишком незрелым. Поэтому Беньямин вводит время ожидания, которое откладывает зрелость человека. С точки зрения семиотического анализа, Вайднер отмечает неожиданное появление скрытого Бога в тексте в качестве четвёртой черты капитализма. Формально тезис противоречит трём первоначально заявленным чертам капитализма, несоответствие читатель может посчитать свойством наброска. Вайднер объясняет резкий переход с помощью понятия «неграмматичность» Мишеля Риффатера, обозначающего насилие над грамматической или синтаксической нормой. Согласно Вайднеру, различение в тексте Бога и религии имеет явное сходство с диалектикой незримого и зримого Бога (deus abscondicus и deus relevatus) в диалектической теологии Карла Барта и его последователей, противопоставлявших религию как область культуры трансцендентному Богу. Вайднер отмечает, что фрагмент оставляет нерешённым вопрос об открытости или сокрытости Бога, отражая неопределённость в образном рассмотрении капитализма как религии.
По обобщению Хамахера, тезис о виновности Бога отвергает три возможные альтернативы: во-первых, внутри этой религии невозможно освобождение или искупление системы вины (несмотря на все обещания), она лишь конституирует вину и долг. Во-вторых, невозможно реформирование религии: любая реформа (например, протестантская), как и любая социал-демократическая или социалистическая политика, должна исходить из чего-то, свободного от вины, но такого элемента нет. В-третьих, невозможно отречение от этого культа, поскольку любое отречение останется в логике вины — оно будет обвинением или обвинительным приговором. Провозглашение независимости от мифа не избавляет от него. Хамахер заключает, что освобождение невозможно ни внутри, ни вне системы.

### Отчаяние, заботы. Капитализм как руина бытия
Структурными следствиями универсальной системы вины и долга являются отчаяние и одиночество. После обвинения Бога экспансия капитализма достигает «мирового состояния отчаяния», становящимся, по Беньямину, «религиозным состоянием мира». Капитализм учреждает абсолютное отчаяние как универсальное условие — состояние вины, в котором невозможна надежда на избавление от вины в будущем, поскольку любая надежда сама направлена в сторону отчаяния. Одиночество и отчаяние следует понимать, полагает Хамахер, как эмоциональное опустошение, вызванное кальвинизмом (Вебер), муки совести под влиянием аскетических идеалов (Ницше) и отчаяние как болезнь к смерти (Сёрен Кьеркегор). Если для Ницше религия являлась своего рода лекарством, хотя и превращавшим в больного, то для Беньямина капиталистический культ приводит не просто к болезни, а к отчаянию.
«Мировое состояние отчаяния» связывается с пессимистическим анализом М. Вебера, его «железной клеткой», в которой сила капитализма непреодолима и неизбежна, как судьба. В описании «абсолютного одиночества» как черты человека модерна Беньямин использует астрологическую метафору — прохождение человеческой планеты через дом отчаяния, отсылая тем самым к Ницше: сверхчеловеку, астрологическим образам и, вероятно, к циклической идее вечного возвращения. В этом ницшеанском описании, пишет Приддает, вводится новое измерение отчуждения, движение капитализма отчуждает человека дважды — от Бога и от самого себя. Орбитальное движение может быть эллиптическим или круговым, но в конечном счете является циклическим. Переход через отчаяние, отмечает Приддат, представляет лишь момент этого движения, за ним может следовать надежда; путь, однако, остаётся одиноким. По мнению С. Вебера, движение подчёркивает реляционизм одиночества: речь идёт не об отдельном индивиде, а о сложном сочетании (констелляции).
Универсализация вины, достижение «мирового состояния отчаяния» и обвинение Бога приводят к исторически беспрецедентной ситуации, в которой религия больше не является «реформой бытия», а расчленяет его, превращая в руины. Беньямин подчёркивает неслыханность и беспрецедентность этого разрушения; капитализм, отмечает Хамахер, есть структура мышления, опыта и действия, которая полностью разрушает себя; расколотое бытие, которое становится чем-то другим, чем оно есть, одновременно раскалывает себя. В качестве «руины бытия» капитализм заменяет быть на иметь, человеческие качества на качества товара, отношения между людьми на денежные отношения, моральные ценности на деньги (Леви). Мотив разрушения бытия капитализмом не присутствует в тексте эксплицитно, эту тему развивали современные Беньямину критики капитализма, социалисты и романтики, включённые в библиографию фрагмента, — Густав Ландауэр, Жорж Сорель, а также консерватор-романтик начала XIX века Адам Мюллер. Слово Zertrümmerung (раздробление, расчленение или превращение в развалины, руины) явно предвосхищает IX тезис «О понятии истории», где для описания руин прогресса использовалось слово Trümmern. Согласно Больцу, ангел истории из IX тезиса наблюдает именно гору обломков капитализма как религии, а не руины человеческого прогресса .
Тезис о естественном состоянии руин или разорения в капитализме соответствует эстетической концепции аллегории, развернутой Беньямином в «Происхождении немецкой барочной драмы» и тесно связанной с негативной философией истории, в которой руины или распад становятся естественным положением вещей. Однако в сотерилогической концепции Беньямина, указывает Соостен, «по-настоящему стабильные явления распада» одновременно содержат спасение («Улица с односторонним движением»). Беспрецедентное разрушение бытия в высшей точке мифической сети вины, полагает Хамахер, есть одновременно открытие истории.
В конце фрагмента «указаниями» на процесс наделения виной оказываются «заботы», глубоко социальные формы осознания вины, содержанием которых является «духовная болезнь» безысходности и отчаяния. Этот опыт является не индивидуальным, а глубоко коллективным — общей судьбой. Экзистенциальные заботы можно понимать в терминах психологии масс — в нескончаемой экономической деятельности человек пытается игнорировать угрозу конечности своих устремлений, полагает немецкий философ и германист Бернд Витте. Согласно Леви, Беньямин заключает, что индивидуальные духовные практики не ставят под вопрос капиталистическую религию и потому не могут предложить выход; коллективные или социальные решения запрещены культом. Как полагает С. Вебер, в начале текста Беньямин не определяет «заботы, мучения, беспокойства», поскольку их содержание определяется ответом капитализма — в универсализации вины капиталистический культ производит «заботы, мучения, беспокойства» через элиминацию альтернатив, будь то трансцендентный Бог или иной тип социальной системы. Первоначально «заботы» не ограничены капитализмом, но, отмечает С. Вебер, последний превращает человека в их владельца или автора; чувство собственности усиливается имманентностью капитализма и отсутствием альтернатив. «Долг-как-вина» воспроизводит и усиливает «заботы, мучения и беспокойства», которые, в свою очередь, являются «указаниями» на вину.
Тезис об «указаниях» как заботах, замечает Соостен, поразительно напоминает анализ в «Бытии и времени» Мартина Хайдеггера, у которого вина является не моральным понятием, а онтологическим, экзистенциальным. Согласно формулировке Хайдеггера, изначальная вина «лежит в бытии присутствия как таковом». По предположению Больца, отчаявшийся «человек забот» Беньямина противостоит «разрушительному характеру», который всегда знает путь. Этот антагонизм проясняется на фоне хайдеггеровского противопоставления «заботы» в качестве ключевого экзистенциала тут-бытия (Dasein) «сокрытостям и притворствам» повседневности. И Хайдеггер, и Беньямин, полагает Соостен, следуют модели Августина non posse non peccare (не способный не грешить). Сотериология Хайдеггера, указывает Соостен, концентрируется на свободе понимания (интеллигибельности) как проявлении решимости, Беньямин же мыслит возможность освобождения в горизонте абсолютной безысходности. Если Хайдеггер скорее подтверждает процесс увеличения вины, то Беньямин рассматривает возможность его прекращения.

### Бог денег, бог капитала
Беньямин не раскрывает имя сокрытого бога, занявшего место иудео-христианского Бога. Ряд комментаторов полагают, что, по Беньямину, богом в капиталистическом культе являются деньги. По мнению Соостена, Беньямин частью следует длительной традиции критики денег, которая восходит к истории о поклонении золотому тельцу в Ветхом Завете, причём противопоставление культа золотого тельца как идолопоклонства монотеистическому Богу является движущей силой религиозной критики. Деньги, таким образом, описываются в религиозных категориях. Тезис о боге денег подтверждается, в частности, библиографией фрагмента, хотя, вероятно, не все источники упомянуты. Критика денег, прежде всего в форме капитала, как обвиняющего и виновного бога, указывает Хамахер, фигурирует в «Размышлениях о насилии» Сореля, «Речах о словоохотливости» Адама Мюллера, «Призыве к социализму» Ландауэра. Среди имплицитных источников называются Маркс, Ницше и учитель Беньямина и его «интеллектуальный предшественник» (по выражению Фредрика Джеймисона) социолог Георг Зиммель. Штайнер обнаруживает отсылку к «Фаусту» Гёте в короткой фразе о древнегреческом боге богатства Плутосе. В сцене «Маскарад» Фауст надевает маску Плутоса, становясь создателем бумажных денег, вместо богатства порождающих долги.
Тезис о деньгах, заменяющих человеческие отношения, появляется у раннего Маркса в «Заметках по поводу книги Джемса Милля» (1844); в качестве посредника, получающего «действительную власть» над людьми, деньги функционально сравниваются Марксом с Христом как отчужденным богом и отчужденным человеком. В капиталистическом обществе «посредник становится действительным богом. Его культ становится самоцелью». Позднее Маркс отождествлял деньги с движением капитала, считал их признаком богатства и власти и в конечном счете приравнивал к Богу. У Ницше в «К генеалогии морали», пишет Хамахер, Бог является божественным кредитором, который не только жертвует себя должнику, но и должен ему эту жертву; так как Бог является высшей инстанцией в бытии, Он не должен ничего никому, а должен Cебя Себе — это единственный способ, каким Он может «быть» из Его «небытия», заключает Хамахер. В яростной критике капитализма Ландауэр писал, что «деньги стали Богом, стали пожирателем человека», идолом и чудовищем, одновременно искусственной и живой вещью, они не создают богатство, а являются богатством. Если трактовать Беньямина через Ландауэра, пишет Соостен, то даже богачи превращаются в функцию денег, что стирает классовые различия между богатыми и бедными, остаются лишь тотальный долг и «бессмертные» деньги.
Обожествление денег рассматривается в контексте взглядов Зиммеля и Джона Мейнарда Кейнса. Социология Зиммеля («Философия денег», 1900), первого мыслителя капиталистического города, раскрывала противоречивость и амбивалентность негативной свободы в обществе модерна. Секуляризация сочеталась с невозможностью достижения счастья, а роль денег в рационализации — с их проникновением во все сферы общества, что влекло математизацию социальной жизни. Деньги формируют единство множественности мира, совмещают материальное и духовное, подчиняют пространство и время — мир вещей и социальный мир, преодолевают различие между возможным и реальным, то есть приобретают функции религии в определении Лумана. Кроме того, для Зиммеля развитие капитализма неизбежно увеличивало разрыв между богатыми и бедными. Как пишет Штайнер, Зиммель рассматривал движение от архаичных культов к социальной дифференциации, а Беньямин показывал несвободный, культовый характер денег в капитализме. Если Зиммель оказал прямое влияние на фрагмент, то Кейнс, который не читал Беньямина, в «Общей теории занятости, процента и денег» схожим образом писал, что деньги гарантируют безопасность перед лицом неопределённости будущего, то есть выполняют религиозные функции, заменив Бога. Как отмечал испанский теолог и философ Хосе Игнасио Гонсалес Фаус, Кейнс связывал идолопоклонство перед деньгами с суеверным «предпочтением ликвидности», губительным для экономики, поскольку оно приводит к накоплению непроизводительного капитала, стимулирует желание спекулировать и получать проценты, а не инвестировать. В итоге, заключал Кейнс, повышаются процентные ставки и неизбежно растет безработица.
Интерпретацию Бога капитализма как денег подтверждают строки во фрагменте, где Беньямин предлагает сравнить иконы святых в «обычных» религиях и изображения на государственных банкнотах и пишет об учреждении деньгами собственного мифа. Как пишет Леви, деньги в форме банкнот есть такой же объект культа, как иконы святых в «обычных» религиях. Возможно, тезис об иконографии банкнот отсылает к языческому характеру культа. Беньямин завершает абзац фразой о духе, который говорит через орнаментику банкнот. С. Вебер отмечает, что Беньямин явно противопоставляет дух на иконах святых духу капитализма, хотя в обоих случаях это, несомненно, дух. Теперь дух «обозначает» не индивидуальное страдание и обещание трансцендентности, а числовую меру стоимости как социальное отношение силы. Орнаментика, хотя и дифференцирует, измеряет и выражает стоимость, полностью оторвана от неё и от любого содержания. Идея «духа капитализма», говорящего через банкноты, вновь появится в «Улице с односторонним движением». В афоризме «Налоговая консультация» Беньямин писал о «священной серьёзности» банкнот, сравнивая их «фасадом преисподней», что, по мнению Леви, отсылает к надписи над вратами ада в «Божественной комедии» Данте — «Оставь надежду, всяк сюда входящий», относимой Марксом к судьбе рабочих на капиталистическом предприятии. Банкноты, однако, являются лишь одним из проявлений капиталистического божества — можно говорить о поклонении деньгам, богатству, товару.
Деньги становятся не просто богом, наделяющим виной, а виновным богом-должником, который, по мнению Хамахера, соответствует двум формам неоплаченного кредита в марксовом структурном анализе капитала. В знаменитой 24 главе «Капитала» Маркс иронически описывал первоначальное накопление капитала и возникновение прибавочной стоимости в теологических терминах. Тем самым Маркс предварил последующие подходы Ницше и Вебера и, вероятно, стал одним из источников для Беньямина. В начале главы Маркс объясняет структурную связь между возникновением капиталистической системы и религией, указывая на параллель между первородным грехом и бременем «есть свой хлеб в поте лица своего» (Быт. 3:19). И теологическое проклятье, и экономическое порицание оправдываются, по Марксу, первородным грехом. По мнению итальянского германиста и теоретика культуры Мауро Понци, Маркс деконструирует экономический миф, противопоставляющий трудолюбивых и бережливых «избранников», накапливающих капитал, всем остальным — ленивым «оборванцам», прокучивающим всё, что у них есть.
Согласно Марксу, капитал берет неоплаченный кредит (первоначальное накопление), а затем бесконечно возобновляет его через прибавочную стоимость, которая воспроизводит товарооборот без всякой связи с реальным стоимостным эквивалентом. Маркс использует выражение «порочный круг». Это определение, полагает Понци, можно легко расширить на процесс увеличения задолженности и вины. Стадия первоначального накопления и, в конечном счете, формула «деньги — товар — деньги» являются структурно религиозными. Процесс наделения капитала производительностью и превращения денег в капитал, а стоимости — в прибавочную стоимость, является порождением Бога «из ничего»: из неоплаченного труда, эксплуатации, колониальной системы, грабежа, убийств. Абсолютная прибавочная стоимость и абсолютный капитал есть не что иное, как кредит и одновременно долг, то есть Бог, производящий себя «из ничего», из собственного кредита, который никогда не будет оплачен.
В конце главы Маркс прямо связывает увеличение государственного долга с первородным грехом — «верой капитала», причём, отмечает Понци, задолженность в данном контексте имеют явный оттенок вины. Маркс пишет о государственном долге, одном из главных рычагов первоначального накопления, волшебным образом превращающим непроизводительные деньги в капитал:

Вполне последовательна поэтому современная доктрина, что народ тем богаче, чем больше его задолженность. Государственный кредит становится символом веры капитала.
Вера капитала, заключает Хамахер, не есть вера торговца в капитал, а есть вера капитала в себя как в Бога, причём абсурдная вера в то, чего нет; этот бог исповедует свой «дебет», состоящий в том, что он должен себя себе. Неизвестно, был ли Беньямин знаком с 24 главой «Капитала» на момент написания фрагмента, возможно, он знал её по изложениям. Штайнер предполагает, что источником сведений была книга Сореля «Размышления о насилии», где излагалась в том числе и концепция первоначального накопления. Беньямин, однако, читал «Манифест Коммунистической партии», в котором библейские гиперболы и неожиданные отступления играли важную роль.

### «Три жреца капитализма»: Фрейд, Ницше, Маркс
Беньямин называет Фрейда, Ницше и Маркса тремя жрецами капиталистической религии. Выбор трёх мыслителей, названных Полем Рикёром «властителями подозрения» и являющихся в определённом смысле «отцами модерна», выглядит довольно неожиданным. Для Беньямина сходство трёх теорий в том, что они миметическим образом отражают религиозную структуру капитализма, поскольку имманентны логике изучаемого ими объекта. Три автора неосознанно систематизируют теоретическое тело капиталистической религии, однако эта систематизация имеет оскорбительную природу, так как капитализм — всего лишь религия культа. По выражению российского философа Михаила Рыклина, для Беньямина даже великие мыслители терпят неудачу, поскольку не замечают религиозной природы капитализма и видят выход там, где находится лишь очередной вход в храм капиталистической религии. Согласно Штайнеру, указание на жрецов (а не пророков) имплицитно отсылает к Веберу, который в работе «Социология религии» (1920) подчеркивал ключевую роль жречества в формировании более рациональной религии. Четкая структура этой социальной группы, со своими нормами, обусловленная местом, временем и социальными связями, по Веберу, влияет на представления о Боге, который очеловечивается, социальные изменения прямо воздействуют на теологию.
Структурную близость теории Фрейда к капитализму Беньямин фиксирует через понятие о вытеснении, которое Фрейд считал одним из «краеугольных камней здания психоанализа». В концепции культуры Фрейда истоки религии, морали, общества и искусства лежат в изначальной вине (нем. Urschuld) — убийстве отца, которое в «Тотеме и табу» описывается как «великое событие, с которого началась культура и которое с тех пор не даёт покоя человечеству». Вытесненные воспоминания об убийстве отца неизменно возвращаются в мучительном чувстве вины, более или менее рациональной формой умиротворения которого является религия. С точки зрения Беньямина, помещая вину в основание общества, религии и политики, Фрейд абсолютизирует её и, следовательно, не может освободить человечество от логики вины и долга. Метапсихологическая перспектива психоанализа подчиняется «экономической» точке зрения, фрейдовское понимание модерна подтверждает и радикализирует необратимый момент вины. Теория Фрейда является частью заклинаний капиталистического культа.
В середине фрагмента Беньямин пишет о «глубочайшей аналогии» между «вытесненным» (Фрейд) и «капиталом» (Маркс). С. Вебер связывает критику теорий Фрейда и Маркса с четвёртой чертой капитализма — сокрытием Бога, которое приводит к тому, что поклонение невидимому Богу осуществляется через возобновление (у Фрейда и Маркса) самого процесса сокрытия. Объект вытеснения является, во-первых, представлением (нем. Vorstellung) и, во-вторых, «греховным» представлением, поскольку пытается представить нечто нерепрезентируемое. Беньямин не уточняет, что именно избегает репрезентации: рабочее время, создающее меру стоимости (Маркс и Давид Рикардо) или трансцендентная инаковость Бога. По предположению С. Вебера, вытеснение и капитал рассматривается Беньямином с теологической перспективы: сравнивая вытесненные в бессознательное представления с капиталом, Беньямин использует модель производства греха (вины и долга). В обоих случаях процесс является самовоспроизводством, которое можно понимать только в терминах количества и роста. Иллюстрацией критики психоанализа, согласно Хамахеру, является запись о Плутосе, часто отождествляемым с Плутоном; владыка загробного мира оказывается богом бессознательного и богом достатка.
Связь между культурной антропологией психоанализа и философией Ницше наметил ещё Фрейд в одной из работ 1921 года, которую, по мнению Штайнера, мог читать Беньямин. Фрейд намеренно придал сверхвластной фигуре отца, отнесённой к предыстории человечества, черты сверхчеловека, которого «Ницше ожидал лишь в будущем» (Фрейд). Отношение Беньямина к Ницше, который был критиком религии и христианской морали, во фрагменте остаётся непрояснённым и довольно амбивалентным. С одной стороны, аристократический и элитистский подход Ницше противоречил левым взглядам Беньямина; с другой стороны, автор фрагмента не отказывался от нигилистических категорий Ницше, подразумевая и вместе с тем игнорируя пионерский анализ амбивалентности Schuld в «К генеалогии морали», на котором основан собственный аргумент Беньямина. Критика Ницше, таким образом, не противоречит использованию его идей. Некоторые авторы полагают, что многие из рассуждений Ницше вполне применимы к анализу капитализма, что Беньямин и делает во фрагменте.
Трагический героизм Заратустры во фрагменте Беньямина превращается в наиболее радикальное и грандиозное воплощение религиозной сущности капитализма. Провозглашая смерть Бога, Ницше признает огромную вину, которую сверхчеловек должен не искупить, а героически взять на себя. В преодолении трансцендентного Ницше предлагает не смиренное покаяние (метанойя), очищение или искупление, а усиление, увеличение или возрастание (Steigerung) и гордыню (гибрис). Steigerung — одно из ключевых понятий фрагмента, оно используется в ницшеанском смысле как рост, увеличение капитала, а также долга. Согласно Леви, сверхчеловек лишь усиливает гибрис, культ мощи и бесконечной экспансии капиталистической религии, не ставит под сомнение виновность и отчаяние, а оставляет людей на произвол судьбы. Попытка индивидов, желающих казаться исключительными или аристократической элитой, выйти из «стального круга» капитализма лишь воспроизводит его логику (Леви).
Капиталистический идеал Steigerung, отрицающий существование Бога и направленный на бесконечное увеличение прибыли, соответствует модели сверхчеловека. Сверхчеловек — это капиталист, обожествленный человек, практикующий капитализм как религию, а Ницше — апологет капитализма. Беньямин дистанцируется от Ницше, во-первых, с помощью политико-теологического инструментария, и во-вторых, проецируя в метафизическое измерение капиталистическую модель бесконечного роста. Согласно Понци, тем самым Беньямин предвосхищает подходы Хайдеггера и Карла Лёвита (сверхчеловек несомненно связан с доктриной вечного возвращения). Сверхчеловек, отмечает Больц, является Антихристом в той мере, в какой он отрицает христианские представления о покаянии и подлинном аскетизме: в абсолютной имманентности сверхчеловека его апокалиптический прыжок — лишь следствие постоянного роста. Иная трактовка у С. Вебера: Беньямин, с одной стороны, упрекает Ницше за то, что тот остаётся в рамках традиционного христианского гуманизма (о чём свидетельствует использование христианской терминологии в обсуждении Ницше), эта оценка совпадает с критикой Ницше Хайдеггером в лекциях 1930-х годов; с другой стороны, «взрывной» аспект критикуемого во фрагменте этоса Ницше будет разрабатываться Беньямином в последующие годы. Приддат отмечает, что сам Ницше, по меньшей мере в интерпретации Жака Деррида, понимал сверхчеловека иначе. По Деррида, сверхчеловек «пробуждается и уходит… сжигает свой текст и стирает следы своих шагов»; «взрываясь смехом», он будет «взывать к возвращению» и «танцевать» за пределами метафизического гуманизма. Героический танцор Деррида, заключает Приддат, — это пророк капитализма у Беньямина; то, что Деррида считал новой формацией, для Беньямина выражало сущность капитализма.
Представления Маркса, как и позиции Ницше, для Беньямина остаются в плену у капиталистического культа вины и долга. По Беньямину, социализм представляет экономическую и социальную систему, возникшую в результате прогрессии капиталистического долга, то есть социализм вписан в движение капитализма. Осуществляя централизацию производства и финансов, социализм получает «проценты» с «долга» капитализма. В «Манифесте Коммунистической партии» социализм описывается как преемник капитализма: для Маркса буржуазия производит «своих собственных могильщиков. Её гибель и победа пролетариата одинаково неизбежны». По мнению Приддата, скепсис автора фрагмента настолько велик, что даже проект Маркса не способен освободить от вины — Беньямин не представляет состояние невинности или человечности, поскольку человек является слишком незрелым. Поставив себя на место Бога (гибрис), человек в капитализме превратился в «незрелого Бога». Мысль Беньямина, отмечает Приддат, возмутительна для марксистов: капитализм накопил столько вины (долгов), что революция не может быть невиновной и не может искупить вину, люди останутся виновными и после революции. Нацеленность социализма не на индивидуальное покаяние, а на революцию, его замкнутость в порочном круге вины можно трактовать, по мнению Палавера, как универсальный механизм «козла отпущения» (в терминах Рене Жирара). У Маркса «народной массе предстоит экспроприировать немногих узурпаторов» («Капитал») для установления «рая на земле», что, по Палаверу, соответствует языческой логике жертвоприношения. Вместе с тем, полагает Гонсалес Фаус, критика Маркса Беньямином является наиболее слабой из трёх, поскольку сам Маркс сравнивал капитал со Зверем Апокалипсиса.
Согласно распространённой точке зрения, в критике Маркса Беньямин следовал либертарному и религиозному социализму германо-еврейского анархиста Густава Ландауэра. В книге «Призыв к социализму» (1911), включённой в библиографию фрагмента, Ландауэр метафорически сравнивал марксистский социализм с «бумажным цветком на любимом терновом кусте капитализма». Как пишет Леви, трудно оценить, в какой степени Беньямин разделял взгляды Ландауэра на момент написания фрагмента; известно, что в те годы Беньямин читал работы социалистов, симпатизировал анархистам, не рассматривая Маркса как мыслителя первого ряда. Считается, что Беньямин изменил отношение к Марксу под влиянием книги Лукача «История и классовое сознание», прочитанной в 1924 году. По мнению Штайнера, трактовка Беньямина не слишком далека и от позиции Вебера, считавшего социализм и капитализм братьями-близнецами (Вебер частью следовал Фердинанду Тённису и Зиммелю), поскольку обе системы исходят из уникальной для западного общества рациональной организации труда; всецело исполненный духом капитализма социализм оказывается, по Веберу, одной из форм рационализации, возможно сменяющей капитализм.

### Umkehr, спасение и предел капитализма
Возможность освобождения от капитализма Беньямином не проясняется, комментаторы по-разному интерпретируют его позицию, исходя из косвенных намёков, во фрагменте говорится об «ожидании исцеления». Ключевым понятием в возможном преодолении капитализма является Umkehr, представляющий оппозицию Steigerung. Этот многозначный термин (обращение, оборот, поворот, возврат) трижды используется Беньямином, хотя его природа не раскрывается. Слово отсылает к творчеству немецкого поэта-романтика Фридриха Гёльдерлина; в форме Umkehrung употребляется Ницше в пассаже из «К генеалогии морали» применительно к «повороту оценивающего взгляда» в морали рабов, необходимого для них обращения к внешнему миру (воплощению ресентимента для Ницше). Но скорее всего Беньямин заимствовал слово у Ландауэра, который писал, что «социализм — это Umkehr»; противостоящий бездушной машине капитализма социализм понимался Ландуаэром как духовное изменение, предшествующее социальным и материальным изменениям; новое начало, возврат к подлинным человеческим отношениям, восстановление связи с природой. Вряд ли Беньямин в полной мере соглашался с тезисом об обновлении человечества через воссоединение с природой, но он воспринял у Ландауэра ключевой термин.
С точки зрения интеллектуального контекста фрагмента, возможность выхода из капитализма отсылает и к идеям Унгера и Сореля, хотя, как и с Ландауэром, неясно, в какой мере Беньямин разделял их взгляды. В цитируемой Беньямином книге Унгера «Политика и метафизика» (1921) автор пытался преодолеть капитализм с помощью ухода или переселения народов (нем. Völkerwanderung), по аналогии с ветхозаветным Исходом. С точки зрения Унгера, открытая борьба с капиталистической системой обречена на неудачу, она остаётся в сфере действия капитализма, который поглощает любое противодействие. Из переписки с Шолемом известно, что Беньямин положительно отзывался о «метафизическом анархизме» Унгера. По мнению Соостена, Беньямин, в отличие от Унгера, рассматривал преодоление капитализма в терминах эсхатологической темпоральности, а не пространства.
Анархистские симпатии Беньямина на момент написания фрагмента подтверждаются ссылкой на книгу анархо-синдикалиста Сореля «Размышления о насилии» (1906). На указанных страницах Сорель описывал возникновение в классической политэкономии убеждения о том, что капиталистический способ производства подчиняется естественным законам эволюции. Сорель скептически воспринимал вопросы организации пролетариата и революционной практики, выступая против простой замены буржуазного государства на социалистическое, хотя и отдавал должное экономическому и политическому анализу Маркса. С точки зрения Сореля, в конститутивных признаках буржуазного государства были заложены стратегии его разрушения. Французский синдикалист пытался объединить революционный аспект марксизма с собственным учением о мифе всеобщей пролетарской стачки.
Беньямин использует Umkehr для критики Ницше, Фрейда и Маркса, утверждая, что их философии остаются в противоположной Umkehr капиталистической логике Steigerung. Согласно одной из трактовок (Штайнер и др.), Umkehr обозначает подлинную революционную политику, противостоящую капитализму и его системе вины / долга. В данной версии Umkehr является полностью профанной политикой, а не той или иной подлинной религией. Интерпретация исходит из гипотезы, что фрагмент был частью масштабного проекта о политике. С этой точки зрения, Umkehr было в центре политических размышлений Беньямина, понятие обозначало изменение движения, обращение, радикальный разрыв, новое начало. Как пишет Штайнер, Беньямин противопоставлял капитализму как религии — мифическому и демоническому закону судьбы и вины — автономную область политического, в центре которой находится профанная идея счастья. Более явно политическая альтернатива религии и, соответственно, капитализму была изложена в «Судьбе и характере» и «Теолого-политическом фрагменте». По мнению Сальцани, Umkehr соответствует рассмотренной Беньямином в «К критике насилия» модели Сореля «всеобщая пролетарская стачка», которая описывала политический разрыв с мифическим кругом насилия и возмездия в капитализме.
По другой трактовке, несмотря на интерес к критикам капитализма (Унгер и др.), Беньямин отвергает возможность политических решений. Слово Umkehr имеет явный религиозный оттенок (обращение), что, по оценке Сальцани, повлияло на интерпретации: часть комментаторов трактует Umkehr как покаяние, метанойю, искупление. Хамахер предлагает понимать Umkehr как радикальное изменение, разрыв с логикой Schuld, Приддат — как re-volutio и кризис. Согласно Приддату, фрагмент имплицитно предлагает два варианта выхода. Одна возможность — революция в марксовом смысле, но Беньямин намекает на её бесперспективность, поскольку она сама относится к системе отчаяния; второй вариант — Umkehr, обращение, re-volutio. Как пишет Приддат, очевидно, что Беньямин точно не знает, откуда придёт «исцеление», а предполагает, что это может быть Umkehr. С помощью понятия, имеющего оттенок покаяния, автор фрагмента пытается преодолеть концепцию сверхчеловека Ницше. По мнению Соостена, Беньямин придерживается идеи спасения, но предлагает иной путь, чем Ницше, не модель роста и увеличения, а скорее торможения и рецессии; Беньямин исходит из Status corruptionis, что предполагает избавление как annihilatio mundi, не с помощью воспоминания, а скорее через забвение и уничтожение падшего мира. Согласно трактовке Больца, Umkehr совмещает отсылки к прерыванию истории, метанойе, покаянию, очищению и революции.
Спасение возможно лишь в глубине вселенских руин — в безысходности или «мировом состоянии отчаяния», но вопрос о причинно-следственных связях остаётся открытым. С одной стороны, «капитализм как религия» вписан в более широкое движение, поэтому всеохватность капиталистического культа вины намечает его конец — тут возможна мессианская динамика, «слабая мессианская сила» (Вайднер). В качестве «руины бытия» капитализм разрушит себя, разрастание отчаяния приведет к исцелению. По мнению Вайднера, появление Бога (в тексте) и окончательное превращение в религию приведет к концу капитализма: Бог логически следует из капитализма и обозначает его апокалиптический конец. С другой стороны, вера в чудесный переход от отчаяния к сверхчеловеку (Ницше) или от капитализма к социализму (Маркс) описывается скорее как реликт религиозного сознания, поскольку оба подхода рассматривают избавление как вознаграждение за преданность. Тотальность вины и отчаяния, указывает Росс, связывается с избавлением как возможностью для действия (такой подход предвосхищает окончание «Minima Moralia» Адорно). Несмотря на утверждения некоторых марксистов, неясно, в какой степени Беньямин рассматривал возможность краха или исчезновения капитализма по причине достижения им предела абсолютного отчаяния. Телеологический подход, пишет Росс, противоречит антипрогрессистским «Тезисам о философии истории»; даже во фрагменте Беньямин отвергает диалектическую связь между отчаянием и освобождением от вины, связь, которую он приписывает и Ницше, и Марксу.
Сформулированные во фрагменте критерии радикальной имманентности капитализма, по мнению М. Рыклина, не оставляют возможности для его преодоления. М. Рыклин отмечает, что подобная проблематика невыносимости капитализма встречается очень часто, даже у таких критиков тоталитаризма, как Ханна Арендт и Франсуа Фюре, осознающих невыносимость капиталистической системы, которую они представляют. Вина человека в капитализме настолько велика, что только Бог может искупить её, но бог, понимаемый лишь в негативном смысле, как неспособность человека взять вину исключительно на себя (Приддат). Поэтому Бог должен вернуться, чтобы люди снова стали людьми. «Разрастание отчаяния» / «исцеление» означают катарсис, эсхатологическую формулу Беньямина, однако Приддат заключает, что фрагмент не проясняет ключевой момент: что произойдет, когда вернувшийся Бог возьмет вину на себя. Исходя из трактовки Хамахера, Морман полагает, что, с точки зрения философии истории, Беньямин допускал возможность времени после капитализма. Этическая критика капитализма явно связывалась с проблемой политического действия, неотделимого от этической сферы, однако аполитичность, ограниченность описания религиозными, а не политическими терминами, являлась платой за следование избранной критической методологии. Единственной надеждой, полагает Раш, остаётся полное разрушение мира каким-мы-его-знаем. Агентом этого разрушения является Бог, но, поскольку Он больше не всемогущ, а ввергнут в мир людей, то Бог самоуничтожается через божественное насилие. Остаётся лишь полная неопределённость относительно будущего, заключает Раш.
Диспозиция «ни внутри, ни снаружи», отмечает Хамахер, содержит подсказку о преодолении капитализма, освобождении от вины, которое возможно лишь за рамками внутренних и внешних отношений. Движение отчаяния приводит к Umkehr, что обозначает не покаяние или метанойю, а скорее разворот или поворот, «собственное» движение вины на себя. Поворот вины следует логике ex nihilo («из ничего») — логике бесконечного суждения из работы неокантианца Германа Когена «Логика чистого знания» (1918), которую читал Беньямин. С этой точки зрения, логические категории Когена (ничто, исток) применяются к истории. Согласно «логике истока», после достижения виной (и капитализмом) состояния «ничто» само «ничто» — мифическая экономика долга и вины (культ капитала или Бог) саморазрушается. Капитализм и христианство обращаются к истоку, учреждается этическое время, то есть история, не являющаяся историей вины — мессианизм прощения.
Логика движения Umkehr описывается Хамахером следующим образом: Бог, который мыслится в зените культа капитала, на пределе Его отчаяния, есть вина в себе, Он виновен перед Собой. Следовательно, Он должен Себя Себе, Его не хватает, Он ещё не Бог, Он является Богом только, если Он не Бог. Он есть, следовательно, Его собственное «нет» и «небытие», которое, однако, есть также «не-вина». Если Бог сводится к вине, то Он есть причина «ничто» (недостатка, нехватки, дефицита, ошибки и т. д.), но, поскольку причина уже является «ничто», Он есть «ничтожная причина пустоты» и потому, заключает Хамахер, не является причиной или виной. Хамахер замечает, что, поскольку самоуничтожение вины есть бесконечное суждение, которое культ капитала выносит о себе, то это суждение всегда принадлежало структуре вины и наказания. Следовательно, прощение всегда присутствовало в истории вины; история есть одновременно каузальная история вины и история уничтожения вины.

## История изучения
«Капитализм как религия» был опубликован в 1985 году в VI томе собрания сочинений Беньямина с пометкой «фрагмент 74» (издательство «Suhrkamp Verlag»). Примечательный сборник включал разнообразные тексты, не связанные с главными работами Беньямина. Издание прошло практически незамеченным. Первым откликом была работа Норберта Больца (1989), автор, исследуя наследие Макса Вебера, поместил фрагмент вне рамок узкого контекста работ Беньямина, признав его значение. Больц наметил историко-философские перспективы дальнейшего обсуждения . Позднее (2000; 2003; и др.) Больц утверждал, что описание Беньямина вполне применимо к современным экономическим практикам — маркетингу и рекламе, однако считал политико-теологические импликации фрагмента неактуальными. Филологический анализ был проведен Германом Швеппенхойзером (1992), контекст написания фрагмента — размышления Беньямина о философии и политике — рассматривался в публикациях Уве Штайнера (1998; 2003; и др.). Им впервые была показана масштабность размышлений Беньямина (1998).
Несмотря на известность среди беньяминоведов, обсуждение наброска долгое время было ограничено экспертным сообществом. В 1996 году текст был переведен на английский язык и опубликован издательством «Harvard University Press» в первом томе избранных работ Беньямина. В начале XXI века текст привлек внимание германистов, теоретиков культуры, философов, социологов и экономистов. Одной из первых попыток ввести фрагмент в более широкий философский и идейно-исторический контекст был сборник «Капитализм как религия», выпущенный в 2003 году в немецком издательстве «Kulturverlag Kadmos» (под редакцией социолога Дирка Беккера). Антология представляла как предметные научные исследования, так и более вольные толкования наброска. Решающий толчок к росту международного интереса дало обсуждение фрагмента последователем Беньямина, известным итальянским философом Джорджо Агамбеном в книге «Профанации» (2005). Среди других интерпретаций можно выделить анализ Вернером Хамахером (2002) основополагающей категории вины, детальное рассмотрение фрагмента Сэмюэлем Вебером (2008), несколько работ Михаэля Леви (2006; 2010; и др.). В 2014 году группа итальянских исследователей опубликовала сборник «Культ капитала».
Фрагмент переведен на английский, французский, итальянский, испанский, португальский, русский, шведский и датский языки . В сети интернет доступны неопубликованные «свободные» переводы, в частности, на испанском языке.
В 2008 году в Москве в Государственном центре современного искусства состоялась конференция «Капитализм как религия?», организованная группой российских арт-критиков, философов, политических активистов.

## Восприятие и критика
«Религиозный поворот» в философии и социальных науках на рубеже XX—XXI веков, ставящий под сомнение классические версии секуляризации и расколдовывания мира и помещающий религию в центр опыта современной жизни, отразился на восприятии работ Беньямина. В своём анализе эпохи модерна и модерного общества Беньямин схватывает главные направления философии и анализа социальных и культурных феноменов его времени. В фокусе исследований Беньямина была эпоха модерна и её предыстория, критическое мышление позволило ему деконструировать миф модерна: идею прогресса, хотя мыслитель не отрицал прогресс как исторический феномен или его технические достижения. Критический подход привел Беньямина к рассмотрению капитализма как религии, «возможно, самой радикальной из когда-либо существовавших». Если для либерализма капитализм представляется последним и уникальным этапом исторического развития, рост — необходимо объективным, а формы производства отождествляются с цивилизацией и культурой, то у Беньямина капитализм основан на системе вины-долга, которая бесконечно воспроизводит один и тот же механизм прибыли.
Текст Беньямина сопротивляется систематической интерпретации и редукции к отдельным ключевым словам, представляя сложное сочетание (констелляцию) понятий. Беньямин излагает свои неортодоксальные взгляды постепенно, его позиция формируется из отдельных тезисов, деталей и конкретных наблюдений. Текстуальные элементы не подчиняются логической согласованности: вина, безысходность и разрушение сочетаются с обещанием исцеления. Как пишет экономист и католический теолог Фридхельм Хенгсбах, мысли автора, как искры, разлетаются в различных направлениях, не допуская точной интерпретации. С одной точки зрения, «Капитализм как религия» остался фрагментом, поскольку завершенность не достижима, возможна лишь неопределённость интерпретаций. Как отмечал С. Вебер, «в определённом смысле текст никогда не будет написан, или, по меньшей мере, не будет завершен». По оценке Беккера, притягательность текста определяется его фрагментарным и изменчивым характером, что позволяет смотреть на него с различных перспектив и интерпретаций. Подвижность стиля соответствует изменчивости нашего мышления, хотя неясность и амбивалентость текста представляет трудность для перевода. Согласно Беккеру,

Фрагмент Беньямина словно поздняя форма наскальной живописи, которую мы находим, исследуя лабиринт. Но нужно быть осторожным, чтобы свет её не повредил.Оригинальный текст (нем.)Bei Benjamins Fragment handelt es sich um eine späte Form der Höhlenmalerei: Wir entdecken sie bei unseren Erkundungen des Labyrinths, müssen jedoch vorsichtig darauf achten, sie nicht durch das Licht zu zerstören, mit dem wir sie beleuchten.
Обращение автора фрагмента к аллегорическим методам в анализе «капитализма как религии» противоречиво. Как пишет Соостен, с одной стороны, Беньямина интересуют не поверхностные дискурсы, а глубина, «прозрение истины»; с другой стороны, анализ симптомов явлений сближает его со «симптоматической» традицией — теологией, социологией, медициной. Аллегорическая и символическая симптоматика Беньямина содержит опасность теоретического фундаментализма, не допускающего различные интерпретации и подчиняющего себе отдельные науки. С этой точки зрения, автор подчиняет масштабное описание капитализма как религии интересам заманчивой драматургической стратегии. Непредсказуемость текста сужает возможности интерпретации: читатель или соглашается или отвергает его как провокацию. Аллегорическая стратегия, заключает Соостен, имеет дело с множеством перспектив лишь на поверхности; в глубине же историческая и философская функция аллегории оказывается предельно жёсткой — показать неотвратимость надвигающейся катастрофы.
Сравнительно поздняя и незаметная публикация фрагмента определила немногочисленные к 2010 году интерпретации, среди которых Вайднер выделяет две группы, примерно поровну представленные в сборнике 2003 года. Первая группа исходит из названия фрагмента — «Капитализм как религия». Как указывает Беккер, заголовок развенчивает ключевое культурное разделение:

Если капитализм является религией, обществу трудно сохранять различение между деньгами и духом.Оригинальный текст (нем.)Wenn der Kapitalismus eine Religion ist, wird es für die Gesellschaft schwierig, die alte Unterscheidung zwischen Geld und Geist aufrechtzuerhalten.
Подход Беньямина позволяет размышлять над ситуацией в современном мире, в котором это разделение исчезает. Поэтому ряд исследователей связывают идеи Беньямина с системной теорией Никласа Лумана. С этой точки зрения, фрагмент описывает мир постмодерна и посткапитализма, который лучше всего анализировать через «расколдованный» и «свободный от идеологии» взгляд лумановского наблюдателя. Функционализм теории социальных систем представляет альтернативу марксистскому взгляду на модерн и претендует на более рациональный подход к религии как социальной подсистеме. Совмещение абстрактного функционализма и образного мышления Беньямина, по мнению Вайднера, имеет свои пределы: интерпретация не учитывает распространённые в критической теории эссенциальные трактовки беньяминовского капитализма, его мессианизм и т. д. Недостатком является акцент на обсуждении соотношения религиозного и экономического; по замечанию Штайнера, задачей большинства авторов сборника было обосновать альтернативное веберовскому описание современного общества.
Вторая группа интерпретаций, напротив, рассматривает фрагмент в контексте современных Беньямину дискурсов и других его работ. Ряд комментаторов связывают текст с поздними работами Беньямина: с «Тезисами о философии истории» (Лёви); с «Пассажами» — фрагмент понимается как первый набросок критики прогресса (немецкий литературовед и теоретик культуры Детлев Шётткер); с последующим пониманием истории в терминах констелляции, кристаллизации и прерывистости, с политизацией истории как «скандала» для настоящего (Больц). Данный метод, по мнению Вайднера, имеет два слабых места: во-первых, анализ религии и капитализма по сути становится рассмотрением всех работ Беньямина, а связанные дискурсы тоже весьма амбивалентны и мало что объясняют; во-вторых, попытки уйти от пересказа с целью точнее передать мысль Беньямина приводят к чрезмерному цитированию и таким образом заходят в тупик. Сальцани связывает возросшее внимание к фрагменту с общей ситуацией в беньяминоведении, которое превратилось в настоящую индустрию; комментаторы зачастую смешивают актуальность и полезность в утилитарном смысле, то есть именно то, против чего выступал Беньямин (капиталистического культа невозможно избежать даже в философии и литературной критике).
Можно выделить два основных аспекта критики. Во-первых, сравнение капитализма и религии представляется преувеличением или даже намеренным искажением. Как полагает Хенгсбах, использование слова «религия» ничем не оправдано: Беньямин не может доказать религиозную природу капитализма, а лишь уклоняется от «всеобъемлющей полемики». Его метод основан на излишнем использовании аналогий, аллегорий и критических метафор (например, аллегорическая связь денег с христианской сотериологией). В аналогии скорее проявляются различия между явлениями, а не их сходство, поэтому Беньямин лишь неудачно использует метод сравнения: дефиниции капитализма и религии остаются предельно размытыми, как и отношение между ними, определяемое расплывчатым понятием Verschuldung. Беньямин не разворачивает ясную линию аргументации: метафоры, принадлежащие к сфере религии, трансформируются без внутреннего обоснования в «социально-философские, теолого-догматические утверждения». Образы святых в нехристианских религиях, отмечает Хенгсбах, не имеют отношения к возникновению капитализма; на банкнотах первых национальных государств изображались не христианские святые, а античные богини удачи и символы плодородия. Хенгсбах заключает:

Как только пропадает метафорическое очарование, уходит и сила аргумента.Оригинальный текст (нем.)Dabei schwindet die jeweils argumentative Kraft, sobald der bildhafte Zauber verblasst.
Во-вторых, подвергается критике и некорректное, узкое понимание религии в тексте, упускающее из виду существенные аспекты религиозного опыта. Религия определяется исключительно как культ, направленный на искупление. Однако, возражает Хенгсбах, христианство не сводится к культу — к безмолвным ритуалам и символическим действиям, — а всегда подразумевает толкование, интерпретацию, рефлексию. Далее, религия связывается исключительно с человеческими пороками. Вина становится тотальной сетью без выхода: виновность следует не из индивидуальных безответственных ошибок, а из коллективной судьбы человечества — изначальной конечности человека. Такой подход, отмечает Хенгсбах, исключает возможность как исторического действия и индивидуальной ответственности, так и политического сопротивления.
Непроясненные взгляды Беньямина на секуляризацию реконструируются и как утопические. Задаваясь вопросом, критикует ли Беньямин секуляризацию или пересматривает её, предлагает ли он теологическую или мессианскую альтернативу, Раш находит возможный ответ в ранней работе Агамбена «Грядущее сообщество» (1991). Агамбен приводил толкование Фомой Аквинским лимба, где обитают души некрещёных детей, никогда не слышавших о Боге. Агамбен описывает общность, где боги никогда не теряли свою власть; где никогда не слышали о богах и поэтому не было искушения бесами или нужды в законе; где нет дружбы, поскольку дружба не нужна, если нет врагов; где нет представлений о невинности, ибо никто не испытывал чувства вины. Раш оставляет открытым вопрос, является ли общность без Бога и вины правдоподобной политической моделью или очередной теологической сказкой. Антителеологический аспект этой истории, отмечает Раш, близок Беньямину: так как вина (закон) возникает с приходом богов, включая богов капиталистического культа, то спасение от вины заключается в возврате ко времени до богов. Следовательно, секуляризация — это отсутствие истории, отрицание исторического процесса, а не его кульминация. Эмансипация от богов возможна только в пространстве до их появления, а новая эпоха наступает лишь при условии абсолютного разрушения.
Часто указывается, что капитализм 1921 года сильно отличается от современного, позднего капитализма, а элегантные, но не проясненные формулировки Беньямина сегодня имеют мало смысла. По обобщению Приддата, во-первых, капитализм Беньямина — это марксов капитализм, а не метафора для современной глобальной экономической системы, или даже системы эксплуатации; речь идёт об исторической теории саморастворения буржуазного или гражданского общества в механизме капиталистического производства. Поэтому беньяминовская концепция родственна левому дискурсу начала XX века (Сорель, Блох, Лукач). Во-вторых, капитализм и вина рассматриваются в теологическом контексте, аналогично марксистской эсхатологии Блоха. Эти два дискурса в настоящее время не являются самоочевидными, поэтому Приддат полагает, что текст Беньямина является и нашим «воспоминанием». В-третьих, появление богов в секулярном мире модерна отсылает за пределы человеческой субъективности. В этом смысле экономический Бог Беньямина продолжает традицию Иоганна Винкельмана, Гёте, Шиллера и Гёльдерлина, для которых феномен Просвещения представлял зарождающееся противоречие между буржуазным (гражданским) обществом и «искусством как возможностью сделать явным то, что недоступно человеку».
Другие авторы полагают, что теолого-политический метод Беньямина позволяет применять некоторые из его понятий к интерпретации коммуникативных и культурных тенденций нашей эпохи. Как утверждает Беккер, сегодня как никогда правомерно рассматривать капитализм как религию. Религией неоднократно называли социализм, но теперь «социализм» и «революция» исчезли, а «капитализм» и «религия» остались. В отличие от 1921 года, сегодня, после распада Восточного блока и трансформации китайской модели, капитализм не имеет исторических альтернатив. С этой точки зрения, капитализм является неоспоримым и последним горизонтом, господствующим порядком дискурса, последней оставшейся утопией и единственным объектом поклонения. По формулировке Беккера, современное общество «верит, что это его судьба, единственная возможность сделать свою судьбу». Сегодня трудно даже представить возможность некапиталистического общества, а капиталистические ценности приобретают религиозный оттенок. Впрочем, с позиций критики неолиберализма высказывается точка зрения, что подход Беньямина не применим к современному капитализму, поскольку последний, скрывая принуждение и насилие под маской свободы личности, не является религией, в нём отсутствуют прощение и искупление (освобождение от долгов).
Несмотря на расплывчатость формулировок Беньямина, чтение фрагмента, по мнению итальянского философа Стефано Микали, завораживает и гипнотизирует — создаётся четкое впечатление, что текст проясняет нечто крайне важное о нашей современности. По оценке Агамбена, «Капитализм как религия» — один из наиболее глубоких посмертных текстов Беньямина. По мнению Леви, фрагмент «удивительно актуален», а известный немецкий комментатор трудов Беньямина Буркхардт Линднер (2003) в статье, написанной в контексте событий 11 сентября 2001 года, акцентировал внимание на отвержении Беньямином представлений о прогрессе как попытки освобождения человека от религии и заключал, что фрагмент представляет «эвристически плодотворную и актуальную гипотезу». Задаваясь вопросом об актуальности наследия Беньямина, исследователь Даниэль Вайднер на материале фрагмента пытается выяснить, является ли обращение к его текстам лишь данью уважения мыслителю прошлого, выступившему первопроходцем в ряде современных дисциплин, или Беньямин по-прежнему преодолевает границы современной теории. Вайднер приходит к выводу, что фрагмент не только является блистательным текстом, насыщенным идеями, мотивами и образами, но и поднимает актуальные вопросы крайней важности, хотя при внимательном анализе «актуальность» относится не столько к современной ситуации, сколько к поэтическому изменению её понимания. Актуальность фрагмента, полагает Сальцани, можно понимать в терминах самого Беньямина, считавшего, что читаемость и узнавание образов прошлого происходит в специфический момент темпоральной констелляции прошлого и настоящего; поэтому акт чтения и интерпретации фрагмента способен прорвать современный временной континуум капитализма.
Холистический подход Беньямина предполагает, что религиозная структура капитализма не ограничивается экономикой, а пронизывает всё общество. Эта установка подвергалась яростной критике, в частности, со стороны Никласа Лумана и Юргена Хабермаса, которые считали, что подобный анализ не имеет смысла, поскольку капитализм составляет отдельную социальную область с собственной логикой функционирования. Тезис Беньямина игнорирует процесс дифференциации, описанный позднее в работах Толкотта Парсонса, Лумана, Хабермаса и др. Как указывает Больц, одновременно с дифференциацией современного общества (Больц принимает определение Лумана: единство общества состоит из различий между функциональными системами) возрастает стремление к единству и целостности, например, к Богу, поскольку Бог представляет традиционную формулу единства мира. Эта тенденция может выражаться в эзотерических, мистических формулах или в холистической критике общества со стороны. Так как общество отождествляется с Богом, а, следовательно, с чем-то трансцендентным, то создаётся иллюзия верного описания с помощью «большой картины» извне. Радикальная социальная критика как инкогнито теологии — это известный «теоретический дизайн», пишет Больц, однако подобные попытки по сути —теология. Во времена Маркса и Вебера капитализм был одним из таких конструктов:

Капитализм был последним изобретением теологов, которые должны были оправдать своё право на критическое описание общества в целом. Но больше нет «главной науки». Оригинальный текст (нем.)Kapitalismus war die letzte Erfindung der Theologen, die ihren Anspruch auf eine kritische Beschreibung des gesellschaftlichen Ganzen rechtfertigen sollte. Aber es gibt keine »Grundwissenschaft«.
Как полагает Больц, уже концепция Маркса имплицитно зависела от процесса дифференциации (классовая борьба), хотя подход Беньямина был совершенно другим: у него капитализм не умирает своей смертью. Метафора Беньямина о капитализме-паразите сильно напоминала утверждение Вебера о протестантском духе (сила обеих метафор, отмечает Больц, была велика), но ключевой риторический прием Беньямина состоял в постулировании отчаяния и катастрофы как нормального хода вещей, на чём были основаны его мессианские идеи прерывания истории. Приверженность Беньямина религиозной тотальности можно охарактеризовать в терминах Жака Деррида, как мессианство без религии (и без веры, добавляет Больц); в этом Беньямин принадлежит «призракам Маркса». Больц заключает, что холистический подход Беньямина устарел, как и его политико-теологические надежды, которые относились к специфическому философскому контексту. Комментируя позиции Больца, Вайднер критически замечает, что системная теория Лумана, претендующая на преодоление любых социальных парадоксов, явно находится в «избирательном сродстве» с теологией.
С точки зрения лумановской теории, универсализация денег создаёт их спецификацию (функциональную дифференциацию) в экономической системе, которая не оказывает существенного влияния на религию. Как пишет Соостен, спецификация позволяет акцентировать различие в форме между деньгами и Богом; вполне вероятно, что религиозные символы изменяют видимую форму, содержание и функции. Конфликт между Богом и деньгами (капитализмом), указывает Соостен, смягчается и иссякает — критики денег со стороны религии оказываются без работы, столкновение семиотических кодов прекращается. Поэтому концепция Лумана может быть ответом на идеи фрагмента. Контраргумент подходам Лумана и Хабермаса, который, по мнению Морман, можно использовать для объяснения капитализма как религиозной структуры, представляет анализ Пьера Бурдьё. Согласно Бурдьё, всеохватывающая логика капитала структурирует даже далёкие от капитализма области (вкусовые предпочтения, стиль жизни и т. д.). По мнению немецкого теоретика марксизма Роберта Курца, ключевой вопрос фрагмента предвосхитил один из центральных вопросов Франкфуртской школы, поскольку затрагивал «метафизическое устройство капитала» — его квазирелигиозное постулирование в качестве аналога трансцендентального априори («фетиш капитала»). Трансцендентальное конституирует социальные отношения, что, по мнению Курца, опровергает узкую интерпретацию Больца: позиции Беньямина не сводятся к критике культа потребления.
Критика Беньямином капитализма иногда связывается с концепцией Кейнса, который, по мнению его комментаторов, уловил ключевой религиозный момент в капитализме — жажду обогащения в будущем («духовная болезнь» у Беньямина). Кейнс не придерживался левых взглядов, однако критиковал обожествление денег и отстаивал государственное регулирование экономики как единственный способ очеловечить капитализм и скорректировать «произвольное и несправедливое распределение богатства и доходов». Перманентность культа в современном капитализме, по мнению немецкого специалиста по экономической социологии Кристофа Дойчмана, выражается несколько иначе, чем считал Беньямин: в отличие от религиозных мифов, капиталистические мифы цикличны и не могут утвердиться навечно, они появляются, институциализируются и затем исчезают. Так как секулярный капитализм стирает традиционное религиозное разделение между трансцендентностью и имманентностью, совершенным и несовершенным, его задача — постоянно устанавливать и преодолевать новые антропологические границы в процессе созидательного разрушения (в терминах Йозефа Шумпетера). В этом смысле капиталистический культ, заключает Дойчман, остаётся перманентным.

## Развитие идей

### Теологическая экономика и профанации: Агамбен
Тезис о религиозной природе текущей стадии капитализма развивает Джорджо Агамбен. Вслед за Беньямином философ акцентирует внимание на сложной теологической конструкции модерна, которая после смерти Бога парадоксальным образом нашла своё завершение в тотальной экономизации и биополитическом управлении жизнью, «всегда уже» включённой в «теологическую экономику». Итальянский философ лишь дважды комментировал фрагмент — в книге «Профанации» (2005) и в статье 2013 года, — но его «подрывная» археология «тринитарной ойкономии» западного модерна в книге «Царство и Слава. К теологической генеалогии экономики и управления» (2007) является развернутым и изощренным генеалогическим доказательством тезиса Беньямина.
В анализе связи между христианской догматикой и современной экономикой Агамбен выводит христианский догмат о Троице, отличающий христианство от иудаизма, из принципа οἰκονόμος: из античного домашнего хозяйства, управляемого отцом. Таким образом, провокационный вывод Беньямина о капитализме как паразите христианства применяется не только в качестве метафоры для описания экономики свободного рынка, заменившей устаревшее христианство в качестве хозяина для капитализма, но и для анализа происхождения современного экономического порядка. Согласно Агамбену (2013), капитализм окончательно превратился в религию после отмены президентом Никсоном золотого стандарта (1971). Ставшие кредитом деньги эмансипировались от любого основания (золото) и суверена (США) и приобрели абсолютный и самореферентный характер. Вера в кредит и обожествление глобального капитала извращают и пародируют христианство: согласно апостолу Павлу, «вера есть осуществление ожидаемого» (Евр. 11:1).
Одна из интерпретаций процесса универсализации вины (нем. Verschuldungsprozess) — его трактовка как «диспозитива» (в терминах Мишеля Фуко). В «Профанациях» Агамбен утверждает, что фрагмент иллюстрирует важный диспозитив о современном обществе. Христианство вводит процесс, в котором разграничение между сакральным и профанным становится нечетким, зыбким, неопределённым. Когда Бог превращается в объект жертвоприношения, человеческое измерение практически сливается с божественным. Капитализм генерализирует эту религиозную форму неразделения. Согласно Агамбену:

Капитализм, доведя до крайности тенденцию, уже присутствующую в христианстве, распространяет на все сферы и абсолютизирует в них структуру обособления, которая определяет любую религию. Там, где жертвоприношение означало переход от профанного к сакральному и от сакрального к профанному, теперь есть один-единственный, многообразный и нескончаемый процесс обособления, охватывающий каждую вещь, каждое место, каждое человеческое занятие, чтобы отделить их от самих себя при полном безразличии к цезуре сакральное / профанное, божественное / человеческое.
Процесс обособления приводит к «абсолютной профанации»: капиталистическая религия превращает любой объект — товар, язык, сексуальность — в фетиш и предмет культа. В этих условиях невозможен возврат вещей в общее пользование (uso) из области сакрального, то есть возвращение отнятого сакральной властью или просто властью. В свою очередь, невозможность пользования вещами определяет ключевые черты современного капитализма — зрелище и потребление. Типичный пример — музей, заменивший храм как место жертвоприношения. Способом приостановления диспозитива Агамбен считает акт профанации, которую связывает преимущественно с моделью детской игры (все остальные аспекты, например, порнография, уже захвачены диспозитивом капитализма).

### Другие подходы
Среди других подходов выделяются идеи Кристофа Дойчмана, который в ряде работ детально развивал тезис о капитализме как религии. Дойчман констатирует отсутствие удовлетворительного определения денег в социальных науках и отвергает функционалистские дефиниции — средство обмена в экономической теории или способ коммуникации в социологии Лумана. Такие подходы не раскрывают суть денег как таковых. Дойчман сближает идеи Беньямина со взглядами Зиммеля и Маркса, которые не сводили деньги к экономическому измерению. В беньяминовской интерпретации капитализм, как проект Фауста, превращает деньги в «абсолютное средство» (Зиммель) и позволяет человеку ставить себя на место Бога. Движущая сила капитализма не просто идея рационализации, как утверждает социология от Вебера до наших дней, а изменение сущности человека с помощью утопии абсолютного богатства, которая лежит в основе идеи денег как капитала. Деньги в форме капитала оказываются скрытой религией, их обещание спасения и освобождения от вины через раскрытие человеческих способностей не выполняется. «Неустанное движение капитала» (Маркс) приводит только к бесконечному процессу его возрастания. Дойчман заключает:

Беньямин, возможно, прав в своём утверждении о том, что после упадка традиционных религий обществу ещё предстоит подлинная утрата иллюзий: расставание с капиталистической религией.Оригинальный текст (нем.)Benjamin könnte Recht haben mit seiner These, daß der Gesellschaft nach dem Niedergang der traditionellen Religionen die eigentliche religiöse Desillusionierung erst noch bevorsteht: der Abschied von der Religion des Kapitalismus.
Сценарий Беньямина полностью реализовался в сферах маркетинга и рекламы, полагает Норберт Больц, поэтому текст сохраняет определённый описательный и диагностический потенциал. Более того, речь идёт не столько о критическом диагнозе, сколько об обычном описании рынка. С точки зрения Больца, возвращение культов и ритуалов, обещающих одновременно и порядок, и волшебство, является лекарством от хаоса, бессмысленности и сложности современного мира. Господство науки и техники под знаком Просвещения породило потребности в волшебных мирах; в отсутствие надёжных ориентиров в экономике и политике возросло стремление к простоте и прозрачности, иллюзии «великого целого». «Культ-маркетинг» (термин Больца), усвоив уроки Маркса и Беньямина, превратил область потребления в арену для стратегий «эстетического заколдовывания».
Исчезнувшие боги воплотились в рекламе и маркетинге в качестве идолов рынка — духи называются «вечность» и «небеса», сигареты обещают свободу и приключения, автомобили гарантируют счастье и самопознание. Маркетинг и реклама, выполняя функции религии, создают искусственные потребности и снижают неопределённость с помощью ритуалов. Реклама создаёт культ, в центре которого находится императив, ритуал потребления, клиент должен не просто покупать и потреблять, а участвовать в ритуальном действе. Наблюдение Беньямина (а до него — Бодлера) было верным: религиозные потребности покинули церковные залы и поселились в современных храмах потребления — посещение магазина «Nike» является не просто шоппингом, а отправлением ритуала. Больц замечает, что в этих обрядах и культах нет монотеистического Бога, слишком абстрактной и сложной концепции; постмодерн есть языческий мир различных брендов (эмблем тотемов) и моды.
На концепцию Schuld из фрагмента опирались авторы сборника «Насилие без вины. Этические нарративы глобального Юга» (2008, под редакцией немецкого литературоведа и теоретика культуры Германа Херлингхауза), рассматривая психологическую маргинальность и экономическое угнетение современном капитализме на материале латиноамериканской музыки (в частности, жанра наркокорридо), литературы и кино. Увеличение долга, вины и насилия следует из внеисторической и трансцендентальной природы Schuld, включающей экономические, психологические и юридические аспекты. Поэтому капитализм не может не использовать вину, которая, по мнению Херлингхауза, совмещается с задолженностью и помещается в центр рыночной организации современной жизни. Беньяминовскую трактовку тезиса Вебера использовал австралийский исследователь Мартейн Конингс в своём анализе аффективной, или эмоциональной логики капитализма.
Вовлечение Бога в человеческий опыт и тотальное возрастание вины связываются Стефано Микали (2010) с подходами французского социолога Алена Эренберга, Жиля Делёза и Зигмунта Баумана. Эренберг утверждал, что «культ эффективности» есть условие и предпосылка депрессии. Индивид, чтобы выжить и адаптироваться, вынужден становиться всесильным — бесконечно развивать свои способности в бесчисленном количестве направлений (от освоения игры в гольф до изучения китайского языка), быть гибким и мотивированным, стать секулярной формой всемогущего Бога. В результате человек превращается в депрессированного невротика, поскольку не может примирить социальные запреты, разочарования и неудачи с иллюзией того, что всё возможно. Схожим образом Делёз, описывая переход от дисциплинарных обществ (Фуко) к обществам контроля, отмечал феномены вечного обучения и ощущения долга, а Бауман в анализе «текучей современности» писал о неопределённости, нестабильности и ощущении «оставленных позади». Согласно Микали, анализ Беньямина описывает ключевые аспекты реальных условий, с которыми сталкивается индивид в постдисциплинарных обществах, в современном капитализме реализуется «предельное усиление» и «дискретное напряжение».

## В средствах массовой информации
Как нетривиальная объяснительная модель, концепция «капитализм как религия» находит своё отражение в текущем общественно-политическом дискурсе, в публикациях СМИ по социальным, политическим и экономическим вопросам. В частности, обозреватели анализируют причины и возможные последствия избрания Дональда Трампа на пост президента Соединённых Штатов, указывая, что заявления Трампа находятся в русле «религиозной универсализации вины», направленной на конечную «мобилизацию высших сил». Обозреватель испанской «El País» Висенте Серрано рассматривает Facebook в качестве яркого проявления «капитализма как религии»: социальная сеть представляет собой «виртуальный храм» с более чем 1,5 млрд «прихожан» и зарабатывает деньги благодаря тому, что превращает в товар человеческую эмоциональность, дружбу и привязанности. «Süddeutsche Zeitung», освещая дискуссию экономистов и теологов о взаимосвязи кризиса веры и кризиса капитализма, отмечает, что, несмотря на огромную денежную массу и дешёвые кредиты, ставится под сомнение как современная экономика, основанная на модели роста «из ничего», так и представления о невидимой руке рынка, воплощающие идею Провидения. Сомнения, в свою очередь, зачастую исходят из силы веры и надежды на искупление. Вина и долги (нем. Schuld und Schulden) взаимосвязаны; теологи не отрицают идею роста, но рассматривают его в духовном или этическом смысле, напоминая о библейской заповеди: не вменять человеку больше, чем он может нести.

## Комментарии
1. ↑  Издатели отнесли текст к «фрагментам смешанного содержания».
2. ↑  Трёльч занимал схожие с Вебером позиции по вопросу возникновения капитализма. Помимо Вебера и Трёльча, религиозная основа капитализма обсуждалась, по оценке итальянского комментатора Карло Сальцани, во включённых в библиографию работах Бруно Арчибальда Фукса и Адама Мюллера, а также, возможно, в текстах немецкого экономиста XIX века Густава фон Шенберга (Беньямин упоминает его работы)[36]. Как отмечает Леви, ныне забытый оппонент Вебера Б. А. Фукс в книге «Дух буржуазно-капиталистического общества» (1914) безуспешно пытался доказать, что истоки капитализма уже имелись в Средневековье — в аскетизме средневековых монашеских орденов и в папской централизации католической церкви[11][37].
3. ↑  По мнению Юдит Морман, словосочетание перекликается с «универсальной поэзией»[нем.] раннего романтизма — жанром, воплощавшим для Фридриха Шлегеля и других бесконечное становление и неиссякаемые творческие возможности. Для Беньямина, однако, «всеобъемлющая полемика» не направлена на освобождение или творчество.
4. ↑  Романтикам была посвящена первая диссертация Беньямина.
5. ↑  

И воры, с давних пор забывшие покой,

Возьмутся скоро вновь за труд опасный свой,

И взламывать начнут они бесшумно двери,

Чтоб лишний день прожить – затравленные звери!
Оригинальный текст (фр.)Les voleurs, qui n’ont ni trêve ni merci,

Vont bientôt commencer leur travail, eux aussi,

Et forcer doucement les portes et les caisses

Pour vivre quelques jours et vêtir leurs maîtresses.
[99][100]. Перевод А. Ламбле
6. ↑  Cуществительное Schuld (наиболее ранняя форма — Sculd) было образовано от абстрактного глагола sculan (современная форма — sollen, быть должным). Первоначально слово обозначало денежное обязательство, то, что должен кому-либо, ныне это значение ограничено задолженностью (Schulden). Семантический сдвиг в сторону вины и виновности был связан, с одной стороны, с упадком  древнегерманского правового института вергельда (штрафа, выплачиваемого за некоторые преступления) и, с другой стороны, с влиянием христианской доктрины — слово приобрело оттенки обязательного покаяния для искупления, а затем — злодеяния, преступления, греха. Вергельд — одно из ключевых слов, записанных Беньямином в последней части фрагмента[105][106]. Многозначность представляет трудность для перевода фрагмента, Schuld переводится и как «долг», и как «вина», иногда используются оба варианта; С. Вебер предложил словосочетание «долг-как-вина»[107].
7. ↑  Перевод К. А. Свасьяна (1990).
8. ↑  В терминах Риффатера двойной знак отсылает к различным и даже противоречащим друг другу семиотическим кодам и таким образом сверхдетерминирует их, его нельзя перефразировать через эти коды; примером может служить каламбур.
9. ↑  Пара понятий соответствует политической стачке и всеобщей пролетарской стачке у Сореля.
10. ↑  Внимание к понятию привлек Джорджо Агамбен, в ряде работ развивавший концепцию голой жизни (итал. La nuda vita).
11. ↑  В астрологии дома обозначают положение планет.
12. ↑  Как пишет Приддат, Мартин Хайдеггер схожим образом обращался к Ницше в «Письме о гуманизме», когда использовал метафору вращения, описывая нехватку рефлексии в размышлении о человеческом бытии.
13. ↑  Как отмечает Соостен, параллель между Богом и деньгами — явление довольно позднее; в Средневековье деньги понимались ригидным и субстанционалистским образом, формула Аристотеля и Фомы Аквинского — «деньги не рождают деньги» («Nummus non parit nummos»). Сходство в форме между Богом и деньгами появляется в номинализме XIV—XV веков (в этом смысле, замечает Соостен, пересмотр тезиса Вебера давно назрел) и утверждается в кальвинизме — деньги приобретают функции Бога, поскольку получают власть над возможностями будущего, власть над временем; Кальвин отверг мысль Аквината.[177]
14. ↑  Опубликованы в 1932 году.
15. ↑  Известно, что Маркс часто использовал библейские метафоры[196].
16. ↑  По воспоминаниям Шолема, Беньямин с пренебрежением высказался о теории влечений Фрейда на одном из семинаров (1917/1918), где делал доклад по теме[214].
17. ↑  Фрейд заключал в «Тотеме и табу»: «Общество покоится теперь на соучастии в совместно совершенном преступлении, религия — на сознании вины и раскаянии, нравственность — отчасти на потребностях этого общества, отчасти на раскаянии, требуемом сознанием вины»[215].
18. ↑  Имеется в виду критика постоянного возобновления вины и чувства вины как внутренне негативного и нигилистического сумасшествия, отрицающего виталистские инстинкты человечества и создающего иррациональную и фундаментально нигилистическую и бесцельную систему, которая замкнута на саму себя.
19. ↑  Маркс цитировал Откровение Иоанна Богослова: «Они имеют одни мысли и передадут силу и власть свою зверю.» (Откр. 17:13), «...и что никому нельзя будет ни покупать, ни продавать, кроме того, кто имеет это начертание, или имя зверя, или число имени его.» (Откр. 13:17).
20. ↑  Как пишет Вайднер, в заметках к «Улице с односторонним движением» Беньямин уточнил апокалиптическую «логику раскрытия» — «Забыв раскрыть свои механизмы, капитализм рухнет» [253].
21. ↑  Формулировка Хайдеггера из «Бытия и времени».
22. ↑  По оценке Вайднера, религия практически исчезла из академической повестки в 1980-е годы, частью из-за теоретических сдвигов в сторону деконструкции, постколониализма и дискурс-анализа, хотя дебаты о секуляризации имели место в 1960-е и 1970-е годы. Вайднер отмечает, что классические концепции секуляризации первой половины XX века были более сложными, чем может показаться, и не сводились к «утрате сакрального».
23. ↑  Среди прочих на это указывал Карл Шмитт, считавший, что социализм в XIX—XX веках имел тот же смысл, что и христианство на протяжении двух тысячелети.
24. ↑  «... И верен Бог, Который не попустит вам быть искушаемыми сверх сил, но при искушении даст и облегчение, так чтобы вы могли перенести» (1Кор. 10:13).

## Издания
- Kapitalismus als Religion (Fragmente vermischten Inhalts) // Walter Benjamin: Gesammelte Schriften. Bd. VI.  / R. Tiedemann, H. Schweppenhäuser (Hrsg.). — Frankfurt a.M.: Suhrkamp Verlag, 1985. — S. 100—103, 690—691. — ISBN 3-518-28536-X.; переиздание: 1991.
- Capitalism as Religion // Walter Benjamin. Selected writings (1913—1926). Vol 1.  / M. Bullock, M.W. Jennings (eds.). R.Livingstone (transl.). — Cambridge, Ma; L.: Belknap Press of Harvard University Press, 1996. — P. 288—291. — ISBN 0-674-94585-9.; переиздание: 2004.
- Il Capitalismo come religione // W. Benjamin. Sul concetto di storia  / G.Bonola, M.Ranchetti (trad., cur.). — Torino: Einaudi, 1997. — P. 284—287.
- Le capitalisme comme religion // Walter Benjamin. Fragments philosophiques, politiques, critiques, littéraires  / Ch. Jouanlanne et J.F. Poirier (trad.). — Paris: PUF, 2000. — P. 111—113.
- Capitalismo come religione // Teologia politica 1.Teologie estreme?  / R. Panattoni, G. Solla (cur.). — Genova; Milano.: Marietti 1820, 2004. — P. 119—125. — ISBN 978-8-8211-9438-2.
- Capitalism as Religion // The Frankfurt School on religion: key writings by the major thinkers  / E. Mendieta (ed.). Ch. Kautzer (trans.). — L., N.Y.: Routledge, 2005. — P. 259—262. — ISBN 0-415-96696-5.
- Kapitalismen som religion // Ord&Bild  / Ch. Nilsson (översättning). — Göteborg, 2006. — № 5. — P. 15—18. — ISSN 0030-4492.
- Capitalismo como religião // Revista Garrafa  / J. de Melo Marques Araújo (trad.). — UFRJ, 2011. — Vol. 23 (janeiro-abril). — ISSN 1809-2586.
- Capitalismo come religione // W. Benjamin. Scritti politici  / M.Palma (cur., trad.). — Roma: Editori internazionali riuniti, 2011. — P. 83—89.
- Il Capitalismo come religione // Il capitalismo divino. Colloquio su denaro, consumo, arte e distruzione  / S. Franchini (cur.), G.Bonola, M.Ranchetti (trad.). — Milano, Udine: Mimesis, 2011. — P. 119—125. — ISBN 978-8-8575-0642-5.
- Il Capitalismo come religione // Elettra Stimilli. Il debito del vivente. Ascesi e capitalismo. — Macerata: Quodlibet, 2011. — P. 177—180. — ISBN 978-8-8746-2387-7.
- Capitalismo come religione / С. Salzani (cur., trad. Introduzione: Politica profana, o dell’attualità di «Capitalismo come religione»). — Walter Benjamin. Capitalismo come religione (Testo tedesco a fronte). — Genova: Il nuovo Melangolo, 2013. — 60 p. — ISBN 978-8870188738.
- Капитализм как религия // Вальтер Беньямин. Учение о подобии. Медиаэстетические произведения. Сб. статей  / Пер. с нем. А. Пензина. Фил. ред. пер. А.В. Белобратов. Сост. и посл. И. Чубаров, И.Болдырев. — М.: РГГУ, 2012. — С. 100—108. — ISBN 978-5-7281-1276-1.
- O capitalismo como religião // Walter Benjamin. O capitalismo como religião  / M.Löwy (ed.). N. Schneider (trad.). — São Paulo: Boitempo, 2013. — ISBN 978-85-7559-329-5.
- Kapitalisme som religion // Kapitalisme som religion. Walter Benjamin, Robert Kurz, Giorgio Agamben  / M.Bolt, D. Routhier (forord, redigeret). — København: Nebula, 2015. — P. 7—40. — ISBN 978-87-998679-0-5.
- El capitalismo como religión // Katatay. Revista Crítica de Literatura Latinoamericana  / E.Foffani, J.A. Ennis (red., trad., introducción). — La Plata: Katatay, 2016. — № 13—14 (abril). — P. 178—191. — ISSN 1669-3868.